# Lista meczów reprezentacji San Marino w piłce nożnej mężczyzn
Poniższe zestawienie zawiera wykaz wszystkich spotkań międzynarodowych rozegranych przez reprezentację San Marino w piłce nożnej.

## Mecze oficjalne
San Marino jest członkiem FIFA i UEFA od 1988 roku. W 1990 roku zadebiutowało w oficjalnych rozgrywkach, którymi były eliminacje Mistrzostw Europy 1992 w Szwecji. Piłkarska reprezentacja San Marino rozegrała dotąd 206 oficjalnych meczów. Jej bilans to 2 wygrane, 10 remisów i 194 porażki. Bilans bramkowy: 34 zdobyte gole przy 829 straconych.
San Marino odniosło w historii dwa zwycięstwa, oba w stosunku 1:0 nad Liechtensteinem. Pierwsze miało miejsce w 2004 roku w meczu towarzyskim, drugie w 2024 roku w spotkaniu Ligi Narodów UEFA. Pozostałe sukcesy reprezentacji to osiem remisów: 0:0 z Turcją w Serravalle (1993), 1:1 z Łotwą w Rydze (2001), 2:2 z Liechtensteinem w Vaduz (2003), 0:0 z Estonią w Serravalle (2014), 0:0 z Liechtensteinem w Vaduz (2020), 0:0 z Gibraltarem w Serravalle (2020), 0:0 z Seszelami w Serravalle (2022), 1:1 z Saint Lucia w Gros Islet (2022) oraz 0:0 z Saint Kitts i Nevis w Serravalle (2024). Dwukrotnie w historii San Marino udało się zdobyć w jednym meczu więcej niż jednego gola – oba przypadki miały miejsce w spotkaniach towarzyskich. Najwyższej porażki reprezentacja San Marino doznała w meczu eliminacji Mistrzostw Europy 2008, kiedy to na własnym boisku przegrała z Niemcami 0:13. W dalszej kolejności znajdują się porażki 0:11 z Holandią w Eindhoven (2011) oraz czterokrotnie 0:10 z Norwegią w Oslo (1992), Polską w Kielcach (2009), Chorwacją w Rijece (2016) i Anglią w Serravalle (2021).
1990
| 14 listopada 1990               | San Marino | 0:4   | Szwajcaria                                                                        |                                                                                |
|                                 |            | (0:3) | 8' Alain Sutter · 27' Stéphane Chapuisat · 43' Adrian Knup · 85' Frédéric Chassot | Serravalle Eliminacje Mistrzostw Europy 1992 Widzów: 931 Sędzia: Kostas Kapsos |
| Marco Montironi · Loris Zanotti |            | (0:3) |                                                                                   | Serravalle Eliminacje Mistrzostw Europy 1992 Widzów: 931 Sędzia: Kostas Kapsos |

| 5 grudnia 1990     | Rumunia | 6:0   | San Marino |                                                                                  |
|                    | Ioan Sabău 1' · Dorin Mateuț 18' · Florin Răducioiu 43' · Ioan Lupescu 56' · Pavel Badea 77' · Dan Petrescu 84' | (3:0) |            | Bukareszt Eliminacje Mistrzostw Europy 1992 Widzów: 24500 Sędzia: Manfred Roßner |
| Constantin Stănici | 53' Marco Montironi                                                                                             | (3:0) |            | Bukareszt Eliminacje Mistrzostw Europy 1992 Widzów: 24500 Sędzia: Manfred Roßner |

1991
| 27 marca 1991                                | San Marino               | 1:3   | Rumunia                                                                  |                                                                                 |
|                                              | Valdes Pasolini 26' (k.) | (1:2) | 16' (k.) Gheorghe Hagi · 44' Florin Răducioiu · 84' (sam.) Ivan Matteoni | Serravalle Eliminacje Mistrzostw Europy 1992 Widzów: 745 Sędzia: Roger Philippi |
| Claudio Canti · William Guerra · Paolo Mazza |                          | (1:2) |                                                                          | Serravalle Eliminacje Mistrzostw Europy 1992 Widzów: 745 Sędzia: Roger Philippi |

| 1 maja 1991                            | San Marino       | 0:2   | Szkocja                                     |                                                                                |
|                                        |                  | (0:0) | 63' (k.) Gordon Strachan · 66' Gordon Durie | Serravalle Eliminacje Mistrzostw Europy 1992 Widzów: 3512 Sędzia: Besnik Kaimi |
| Bruno Muccioli · Paolo Daniele Zanotti | Stewart McKimmie | (0:0) |                                             | Serravalle Eliminacje Mistrzostw Europy 1992 Widzów: 3512 Sędzia: Besnik Kaimi |

| 22 maja 1991                 | San Marino                      | 0:3   | Bułgaria                                                         |                                                                                 |
|                              |                                 | (0:2) | 12' Trifon Iwanow · 19' Nasko Sirakow · 59' (k.) Ljubosław Penew | Serravalle Eliminacje Mistrzostw Europy 1992 Widzów: 612 Sędzia: Victor Mintoff |
| Paolo Mazza · Bruno Muccioli | Georgi Georgiew · Trifon Iwanow | (0:2) |                                                                  | Serravalle Eliminacje Mistrzostw Europy 1992 Widzów: 612 Sędzia: Victor Mintoff |

| 5 czerwca 1991               | Szwajcaria | 7:0   | San Marino |                                                                                    |
|                              | Adrian Knup 3', 87' · Marc Hottiger 13' · Beat Sutter 29' · Heinz Hermann 55' · Christophe Ohrel 78' · Kubilay Türkyilmaz 90+3' | (3:0) |            | Sankt Gallen Eliminacje Mistrzostw Europy 1992 Widzów: 11900 Sędzia: Erman Toroğlu |
| Heinz Hermann · Alain Sutter | Marco Mazza · Loris Zanotti | (3:0) |            | Sankt Gallen Eliminacje Mistrzostw Europy 1992 Widzów: 11900 Sędzia: Erman Toroğlu |

| 16 października 1991 | Bułgaria                                                                                        | 4:0   | San Marino |                                                                          |
|                      | Mauro Valentini 20' (sam.) · Christo Stoiczkow 38' (k.) · Złatko Jankow 41' · Nikołaj Iliew 85' | (3:0) |            | Sofia Eliminacje Mistrzostw Europy 1992 Widzów: 7352 Sędzia: Jiří Ulrich |
| Radosław Widow       | Valdes Pasolini                                                                                 | (3:0) |            | Sofia Eliminacje Mistrzostw Europy 1992 Widzów: 7352 Sędzia: Jiří Ulrich |

| 13 listopada 1991 | Szkocja                                                                   | 4:0   | San Marino |                                                                               |
|                   | Paul McStay 10' · Richard Gough 31' · Gordon Durie 37' · Ally McCoist 60' | (3:0) |            | Glasgow Eliminacje Mistrzostw Europy 1992 Widzów: 35170 Sędzia: Rune Pedersen |
|                   | Fabio Francini · Bruno Muccioli                                           | (3:0) |            | Glasgow Eliminacje Mistrzostw Europy 1992 Widzów: 35170 Sędzia: Rune Pedersen |

1992
| 19 lutego 1992 | Włochy                                                                   | 4:0   | San Marino |                                                             |
|                | Roberto Baggio 36', 84' · Roberto Donadoni 42' · Pierluigi Casiraghi 47' | (2:0) |            | Cesena Mecz towarzyski Widzów: 18353 Sędzia: Arturo Martino |

| 9 września 1992 | Norwegia | 10:0  | San Marino |                                                                       |
|                 | Kjetil Rekdal 4', 79' · Gunnar Halle 7', 53', 70' · Gøran Sørloth 15', 22' · Roger Nilsen 46', 67' · Erik Mykland 74' | (4:0) |            | Oslo Eliminacje Mistrzostw Świata 1994 Widzów: 6511 Sędzia: Esa Palsi |
|                 | Paolo Mazza · Bruno Muccioli                                                                                          | (4:0) |            | Oslo Eliminacje Mistrzostw Świata 1994 Widzów: 6511 Sędzia: Esa Palsi |

| 7 października 1992 | San Marino | 0:2   | Norwegia                           |                                                                                        |
|                     |            | (0:2) | 7' Mini Jakobsen · 19' Jostein Flo | Serravalle Eliminacje Mistrzostw Świata 1994 Widzów: 1187 Sędzia: Juan Ansuátegui Roca |
| Fabio Francini      |            | (0:2) |                                    | Serravalle Eliminacje Mistrzostw Świata 1994 Widzów: 1187 Sędzia: Juan Ansuátegui Roca |

| 28 października 1992    | Turcja                                                            | 4:1   | San Marino            |                                                                            |
|                         | Hakan Şükür 37', 89' · Orhan Çıkırıkçı 87' · Hami Mandıralı 90+3' | (1:0) | 53' Nicola Bacciocchi | Ankara Eliminacje Mistrzostw Świata 1994 Widzów: 22303 Sędzia: Ali Bujsaim |
| Okan Buruk · Oğuz Çetin | Massimo Bonini · Pier Domenico Della Valle · Marco Mazza          | (1:0) |                       | Ankara Eliminacje Mistrzostw Świata 1994 Widzów: 22303 Sędzia: Ali Bujsaim |

1993
| 17 lutego 1993 | Anglia                                                                  | 6:0   | San Marino |                                                                               |
|                | David Platt 13', 24', 67', 84' · Carlton Palmer 76' · Les Ferdinand 86' | (2:0) |            | Londyn Eliminacje Mistrzostw Świata 1994 Widzów: 51154 Sędzia: Roger Philippi |
|                | Massimo Bonini · William Guerra                                         | (2:0) |            | Londyn Eliminacje Mistrzostw Świata 1994 Widzów: 51154 Sędzia: Roger Philippi |

| 10 marca 1993                                                           | San Marino    | 0:0 | Turcja |                                                                                |
|                                                                         |               |     |        | Serravalle Eliminacje Mistrzostw Świata 1994 Widzów: 957 Sędzia: Michel Piraux |
| Nicola Bacciocchi · Claudio Canti · Paolo Mazza · Paolo Daniele Zanotti | Serhat Güller |     |        |                                                                                |

| 24 marca 1993 | Holandia | 6:0   | San Marino |                                                                              |
|               | John van den Brom 3' · Claudio Canti 30' (sam.) · John de Wolf 53', 85' · Ronald de Boer 68' (k.) · Peter van Vossen 79' | (2:0) |            | Utrecht Eliminacje Mistrzostw Świata 1994 Widzów: 12400 Sędzia: Gerd Grabher |
|               | 56' William Guerra · Pier Angelo Manzaroli                                                                               | (2:0) |            | Utrecht Eliminacje Mistrzostw Świata 1994 Widzów: 12400 Sędzia: Gerd Grabher |

| 28 kwietnia 1993 | Polska                                                   | 1:0   | San Marino |                                                                             |
|                  | Jan Furtok 68'                                           | (0:0) |            | Łódź Eliminacje Mistrzostw Świata 1994 Widzów: 20000 Sędzia: Leslie Mottram |
|                  | Pier Domenico Della Valle · Luca Gobbi · Mauro Valentini | (0:0) |            | Łódź Eliminacje Mistrzostw Świata 1994 Widzów: 20000 Sędzia: Leslie Mottram |

| 19 maja 1993                          | San Marino | 0:3   | Polska                                          |                                                                                    |
|                                       |            | (0:0) | 52', 87' Marek Leśniak · 57' Krzysztof Warzycha | Serravalle Eliminacje Mistrzostw Świata 1994 Widzów: 1223 Sędzia: Plarent Kotherja |
| Pier Angelo Manzaroli · Loris Zanotti |            | (0:0) |                                                 | Serravalle Eliminacje Mistrzostw Świata 1994 Widzów: 1223 Sędzia: Plarent Kotherja |

| 22 września 1993                | San Marino | 0:7   | Holandia                                                                                   |                                                                                       |
|                                 |            | (0:3) | 1', 66', 76' John Bosman · 21', 43' Wim Jonk · 51' Ronald de Boer · 79' (k.) Ronald Koeman | Bolonia (Włochy) Eliminacje Mistrzostw Świata 1994 Widzów: 3340 Sędzia: Charles Agius |
| Marco Mazza 70' · Mirco Gennari | Wim Kieft  | (0:3) |                                                                                            | Bolonia (Włochy) Eliminacje Mistrzostw Świata 1994 Widzów: 3340 Sędzia: Charles Agius |

| 17 listopada 1993                 | San Marino          | 1:7   | Anglia                                                                   |                                                                                             |
|                                   | Davide Gualtieri 1' | (1:3) | 22', 74' Paul Ince · 34', 46', 78', 90+2' Ian Wright · 38' Les Ferdinand | Bolonia (Włochy) Eliminacje Mistrzostw Świata 1994 Widzów: 2378 Sędzia: Mohd Nazri Abdullah |
| Davide Gualtieri · William Guerra |                     | (1:3) |                                                                          | Bolonia (Włochy) Eliminacje Mistrzostw Świata 1994 Widzów: 2378 Sędzia: Mohd Nazri Abdullah |

1994
| 12 października 1994 | Rosja                                                                                 | 4:0   | San Marino |                                                                            |
|                      | Walerij Karpin 43' · Igor Koływanow 64' · Jurij Nikiforow 65' · Dmitrij Radczenko 68' | (1:0) |            | Moskwa Eliminacje Mistrzostw Europy 1996 Widzów: 20000 Sędzia: Alain Hamer |
|                      | Pier Domenico Della Valle · Marco Mazza · Mauro Valentini                             | (1:0) |            | Moskwa Eliminacje Mistrzostw Europy 1996 Widzów: 20000 Sędzia: Alain Hamer |

| 16 listopada 1994 | Grecja                                     | 2:0   | San Marino |                                                                                |
|                   | Nikos Machlas 21' · Kostas Frandzeskos 84' | (1:0) |            | Amarusi Eliminacje Mistrzostw Europy 1996 Widzów: 13500 Sędzia: Haim Lipkovich |
|                   | Massimo Bonini · Mauro Valentini           | (1:0) |            | Amarusi Eliminacje Mistrzostw Europy 1996 Widzów: 13500 Sędzia: Haim Lipkovich |

| 14 grudnia 1994  | Finlandia                           | 4:1   | San Marino                    |                                                                                  |
|                  | Mixu Paatelainen 24', 30', 85', 90' | (2:1) | 34' Pier Domenico Della Valle | Helsinki Eliminacje Mistrzostw Europy 1996 Widzów: 3140 Sędzia: Hermann Albrecht |
| Mixu Paatelainen | Leone Gasperoni                     | (2:1) |                               | Helsinki Eliminacje Mistrzostw Europy 1996 Widzów: 3140 Sędzia: Hermann Albrecht |

1995
| 29 marca 1995 | San Marino | 0:2   | Finlandia                               |                                                                              |
|               |            | (0:1) | 45+1' Jari Litmanen · 67' Antti Sumiala | Serravalle Eliminacje Mistrzostw Europy 1996 Widzów: 824 Sędzia: Daud Suheil |
| Mirco Gennari |            | (0:1) |                                         | Serravalle Eliminacje Mistrzostw Europy 1996 Widzów: 824 Sędzia: Daud Suheil |

| 26 kwietnia 1995                                     | San Marino | 0:2   | Szkocja                                 |                                                                                 |
|                                                      |            | (0:1) | 20' John Collins · 87' Colin Calderwood | Serravalle Eliminacje Mistrzostw Europy 1996 Widzów: 2738 Sędzia: Loizos Loizou |
| Pierluigi Benedettini · Marco Mazza · Marco Mularoni |            | (0:1) |                                         | Serravalle Eliminacje Mistrzostw Europy 1996 Widzów: 2738 Sędzia: Loizos Loizou |

| 25 maja 1995 | Wyspy Owcze                                                            | 3:0   | San Marino |                                                                              |
|              | Jens Kristian Hansen 5' · Jens Erik Rasmussen 8' · Julian Johnsson 62' | (2:0) |            | Toftir Eliminacje Mistrzostw Europy 1996 Widzów: 3450 Sędzia: Brendan Shorte |
|              | Fabio Francini · Marco Mularoni · Mauro Valentini                      | (2:0) |            | Toftir Eliminacje Mistrzostw Europy 1996 Widzów: 3450 Sędzia: Brendan Shorte |

| 7 czerwca 1995                          | San Marino | 0:7   | Rosja |                                                                                 |
|                                         |            | (0:2) | 20' (k.) Igor Dobrowolski · 38' Wasilij Kulkow · 48' Siergiej Kirjakow · 49' Igor Szalimow · 59' Władimir Biesczastnych · 64' Igor Koływanow · 88' Dmitrij Czeryszew | Serravalle Eliminacje Mistrzostw Europy 1996 Widzów: 1367 Sędzia: Karel Bohuněk |
| Pier Angelo Manzaroli · Mauro Valentini |            | (0:2) | | Serravalle Eliminacje Mistrzostw Europy 1996 Widzów: 1367 Sędzia: Karel Bohuněk |

| 6 września 1995                         | San Marino       | 0:4   | Grecja                                                                                        |                                                                                 |
|                                         |                  | (0:2) | 6' Panajotis Tsaluchidis · 32' Jorgos Jeorjadis · 59' Aleksios Aleksandris · 80' Jorgos Donis | Serravalle Eliminacje Mistrzostw Europy 1996 Widzów: 886 Sędzia: Milan Mitrović |
| Pier Domenico Della Valle · Marco Mazza | Ilias Atmadzidis | (0:2) |                                                                                               | Serravalle Eliminacje Mistrzostw Europy 1996 Widzów: 886 Sędzia: Milan Mitrović |

| 11 października 1995 | San Marino          | 1:3   | Wyspy Owcze                |                                                                              |
|                      | Mauro Valentini 52' | (0:2) | 42', 45', 60' Todi Jónsson | Serravalle Eliminacje Mistrzostw Europy 1996 Widzów: 928 Sędzia: Roland Beck |
|                      | Andreas Hansen      | (0:2) |                            | Serravalle Eliminacje Mistrzostw Europy 1996 Widzów: 928 Sędzia: Roland Beck |

| 15 listopada 1995 | Szkocja                                                                                        | 5:0   | San Marino |                                                                               |
|                   | Eoin Jess 30' · Scott Booth 45' · Ally McCoist 49' · Pat Nevin 71' · Fabio Francini 90' (sam.) | (2:0) |            | Glasgow Eliminacje Mistrzostw Europy 1996 Widzów: 29492 Sędzia: Karel Bohuněk |
|                   | Marco Mazza · Federico Moroni · Marco Mularoni                                                 | (2:0) |            | Glasgow Eliminacje Mistrzostw Europy 1996 Widzów: 29492 Sędzia: Karel Bohuněk |

1996
| 2 czerwca 1996                                               | San Marino                           | 0:5   | Walia                                                                          |                                                                                |
|                                                              |                                      | (0:3) | 22' Andy Melville · 31', 42' Mark Hughes · 50' Ryan Giggs · 84' Mark Pembridge | Serravalle Eliminacje Mistrzostw Świata 1998 Widzów: 1613 Sędzia: Ľuboš Micheľ |
| Pier Angelo Manzaroli · Mauro Valentini · Vittorio Valentini | Ryan Giggs · Mark Hughes · Andy Legg | (0:3) |                                                                                | Serravalle Eliminacje Mistrzostw Świata 1998 Widzów: 1613 Sędzia: Ľuboš Micheľ |

| 31 sierpnia 1996 | Walia                                                                                  | 6:0   | San Marino |                                                                             |
|                  | Dean Saunders 2', 75' · Mark Hughes 26', 54' · Andy Melville 34' · John Robinson 45+1' | (4:0) |            | Cardiff Eliminacje Mistrzostw Świata 1998 Widzów: 15150 Sędzia: Alain Hamer |
| Ryan Giggs       | 90+3' Pier Angelo Manzaroli · Bryan Gasperoni · Leone Gasperoni · Stefano Muccioli     | (4:0) |            | Cardiff Eliminacje Mistrzostw Świata 1998 Widzów: 15150 Sędzia: Alain Hamer |

| 9 października 1996 | San Marino       | 0:3   | Belgia                                 |                                                                                    |
|                     |                  | (0:2) | 11' Gert Verheyen · 20', 47' Luc Nilis | Serravalle Eliminacje Mistrzostw Świata 1998 Widzów: 1353 Sędzia: Gevork Oganesian |
| Riccardo Muccioli   | Philippe Léonard | (0:2) |                                        | Serravalle Eliminacje Mistrzostw Świata 1998 Widzów: 1353 Sędzia: Gevork Oganesian |

| 10 listopada 1996 | Turcja                                                                           | 7:0   | San Marino |                                                                                  |
|                   | Oktay Derelioğlu 25', 39', 51', 59' · Hakan Şükür 56', 64' · Ertuğrul Sağlam 80' | (2:0) |            | Stambuł Eliminacje Mistrzostw Świata 1998 Widzów: 19654 Sędzia: Vladimir Antonov |
|                   | Nicola Bacciocchi · Federico Gasperoni · Leone Gasperoni                         | (2:0) |            | Stambuł Eliminacje Mistrzostw Świata 1998 Widzów: 19654 Sędzia: Vladimir Antonov |

1997
| 29 marca 1997 | Holandia                                                                   | 4:0   | San Marino |                                                                              |
|               | Patrick Kluivert 45' · Frank de Boer 59', 90+3' · Pierre van Hooijdonk 82' | (1:0) |            | Amsterdam Eliminacje Mistrzostw Świata 1998 Widzów: 47000 Sędzia: Amit Klein |
|               | Luca Gobbi                                                                 | (1:0) |            | Amsterdam Eliminacje Mistrzostw Świata 1998 Widzów: 47000 Sędzia: Amit Klein |

| 30 kwietnia 1997 | San Marino | 0:6   | Holandia |                                                                                    |
|                  |            | (0:1) | 40', 90+1' Dennis Bergkamp · 63' Aron Winter · 71' Pierre van Hooijdonk · 74' Frank de Boer · 85' John Bosman | Serravalle Eliminacje Mistrzostw Świata 1998 Widzów: 2832 Sędzia: Andreas Georgiou |
| William Guerra   |            | (0:1) | | Serravalle Eliminacje Mistrzostw Świata 1998 Widzów: 2832 Sędzia: Andreas Georgiou |

| 7 czerwca 1997 | Belgia                                                                                    | 6:0   | San Marino |                                                                               |
|                | Lorenzo Staelens 15', 84' · Eric Van Meir 26' · Émile Mpenza 27', 45' · Luis Oliveira 33' | (5:0) |            | Bruksela Eliminacje Mistrzostw Świata 1998 Widzów: 24105 Sędzia: Pavlín Jirků |
|                | William Guerra · Damiano Vannucci                                                         | (5:0) |            | Bruksela Eliminacje Mistrzostw Świata 1998 Widzów: 24105 Sędzia: Pavlín Jirků |

| 10 września 1997   | San Marino | 0:5   | Turcja                                                                             |                                                                                  |
|                    |            | (0:2) | 27' (sam.) Luca Gobbi · 30', 81' Arif Erdem · 74' Hakan Şükür · 78' Hami Mandıralı | Serravalle Eliminacje Mistrzostw Świata 1998 Widzów: 947 Sędzia: Serhij Tatulian |
| Vittorio Valentini |            | (0:2) |                                                                                    | Serravalle Eliminacje Mistrzostw Świata 1998 Widzów: 947 Sędzia: Serhij Tatulian |

1998
| 10 października 1998              | San Marino | 0:5   | Izrael |                                                                               |
|                                   |            | (0:3) | 16' Chajjim Rewiwo · 18' Awi Nimni · 32' Alon Mizrachi · 58' (sam.) Mauro Valentini · 83' Nadżwan Ghurajjib | Serravalle Eliminacje Mistrzostw Europy 2000 Widzów: 872 Sędzia: Asim Xudiyev |
| Simone Bacciocchi · Ivan Matteoni |            | (0:3) | | Serravalle Eliminacje Mistrzostw Europy 2000 Widzów: 872 Sędzia: Asim Xudiyev |

| 14 października 1998             | San Marino                   | 1:4   | Austria                                                                          |                                                                                  |
|                                  | Andy Selva 81' (k.)          | (0:0) | 59' Ivica Vastić · 64' Christian Mayrleb · 69' Martin Hiden · 76' Eduard Glieder | Serravalle Eliminacje Mistrzostw Europy 2000 Widzów: 1218 Sędzia: Wałerij Onufer |
| Andrea Ugolini · Mauro Valentini | Andreas Heraf · Ivica Vastić | (0:0) |                                                                                  | Serravalle Eliminacje Mistrzostw Europy 2000 Widzów: 1218 Sędzia: Wałerij Onufer |

| 18 listopada 1998                                                                        | San Marino                 | 0:1   | Cypr                  |                                                                                 |
|                                                                                          |                            | (0:1) | 40' Milenko Špoljarić | Serravalle Eliminacje Mistrzostw Europy 2000 Widzów: 610 Sędzia: John McDermott |
| Federico Gasperoni · William Guerra · Mauro Marani · Riccardo Muccioli · Mauro Valentini | Siniša Gogić · Janos Joanu | (0:1) |                       | Serravalle Eliminacje Mistrzostw Europy 2000 Widzów: 610 Sędzia: John McDermott |

1999
| 10 lutego 1999             | Cypr                                                                            | 4:0   | San Marino |                                                                             |
|                            | Wasos Melanarkitis 18' · Michalis Konstandinu 32', 45' · Marios Christodulu 90' | (3:0) |            | Limassol Eliminacje Mistrzostw Europy 2000 Widzów: 3000 Sędzia: Roland Beck |
| Siniša Gogić · Akis Joakim | Pier Domenico Della Valle · William Guerra · Vittorio Valentini                 | (3:0) |            | Limassol Eliminacje Mistrzostw Europy 2000 Widzów: 3000 Sędzia: Roland Beck |

| 31 marca 1999                   | San Marino                  | 0:6   | Hiszpania                                                                 |                                                                               |
|                                 |                             | (0:2) | 20' Fran · 45', 59', 67' Raúl · 50' Ismael Urzaiz · 73' Joseba Etxeberria | Serravalle Eliminacje Mistrzostw Europy 2000 Widzów: 1500 Sędzia: Goran Marić |
| Andy Selva · Vittorio Valentini | Sergi · Juan Carlos Valerón | (0:2) |                                                                           | Serravalle Eliminacje Mistrzostw Europy 2000 Widzów: 1500 Sędzia: Goran Marić |

| 28 kwietnia 1999 | Austria                                                                                                   | 7:0   | San Marino |                                                                            |
|                  | Christian Mayrleb 24', 53' · Ivica Vastić 42', 44', 84' · Martin Amerhauser 71' · Andreas Herzog 82' (k.) | (3:0) |            | Graz Eliminacje Mistrzostw Europy 2000 Widzów: 15400 Sędzia: Kyros Vasaras |
|                  | Simone Bacciocchi · Simone Della Balda · Luca Gobbi                                                       | (3:0) |            | Graz Eliminacje Mistrzostw Europy 2000 Widzów: 15400 Sędzia: Kyros Vasaras |

| 5 czerwca 1999 | Hiszpania | 9:0   | San Marino |                                                                                 |
|                | Fernando Hierro 8' · Luis Enrique 22', 68', 70' · Joseba Etxeberria 25', 45' · Raúl 56' · Mirco Gennari 87' (sam.) · Gaizka Mendieta 89' | (4:0) |            | Villarreal Eliminacje Mistrzostw Europy 2000 Widzów: 16000 Sędzia: Gerard Perry |
|                | Luca Gobbi · Mauro Marani | (4:0) |            | Villarreal Eliminacje Mistrzostw Europy 2000 Widzów: 16000 Sędzia: Gerard Perry |

| 8 września 1999 | Izrael | 8:0   | San Marino |                                                                                 |
|                 | Josi Benajun 24', 46', 71' · Alon Mizrachi 37' · Chajjim Rewiwo 40', 68' · Nir Siwilia 83' · Josi Abukasis 89' | (3:0) |            | Ramat Gan Eliminacje Mistrzostw Europy 2000 Widzów: 20000 Sędzia: İlhami Kaplan |
| Alon Harazi     | 75' Andy Selva                                                                                                 | (3:0) |            | Ramat Gan Eliminacje Mistrzostw Europy 2000 Widzów: 20000 Sędzia: İlhami Kaplan |

2000
| 26 kwietnia 2000 | San Marino | 0:1   | Mołdawia              |                                                                 |
|                  |            | (0:0) | 49' Serghei Cleșcenco | Serravalle Mecz towarzyski Widzów: 100 Sędzia: Fiorenzo Treossi |

| 7 października 2000                 | San Marino | 0:2   | Szkocja                              |                                                                                     |
|                                     |            | (0:0) | 71' Matt Elliott · 73' Don Hutchison | Serravalle Eliminacje Mistrzostw Świata 2002 Widzów: 4377 Sędzia: Gylfi Þór Orrason |
| Simone Bacciocchi · Bryan Gasperoni |            | (0:0) |                                      | Serravalle Eliminacje Mistrzostw Świata 2002 Widzów: 4377 Sędzia: Gylfi Þór Orrason |

| 15 listopada 2000 | San Marino           | 0:1   | Łotwa                    |                                                                                |
|                   |                      | (0:1) | 9' Aleksandrs Jeļisejevs | Serravalle Eliminacje Mistrzostw Świata 2002 Widzów: 517 Sędzia: Darko Čeferin |
|                   | 81' Imants Bleidelis | (0:1) |                          | Serravalle Eliminacje Mistrzostw Świata 2002 Widzów: 517 Sędzia: Darko Čeferin |

2001
| 28 lutego 2001 | Belgia | 10:1  | San Marino     |                                                                              |
|                | Yves Vanderhaeghe 10', 50' · Émile Mpenza 12' · Bart Goor 26', 60' · Walter Baseggio 64' · Marc Wilmots 72' · Bob Peeters 76', 84', 88' | (3:0) | 90' Andy Selva | Bruksela Eliminacje Mistrzostw Świata 2002 Widzów: 40104 Sędzia: Sten Kaldma |
|                | Ivan Bugli · Simone Della Balda | (3:0) |                | Bruksela Eliminacje Mistrzostw Świata 2002 Widzów: 40104 Sędzia: Sten Kaldma |

| 28 marca 2001 | Szkocja                                                     | 4:0   | San Marino |                                                                              |
|               | Colin Hendry 22', 32' · Billy Dodds 33' · Colin Cameron 64' | (3:0) |            | Glasgow Eliminacje Mistrzostw Świata 2002 Widzów: 27313 Sędzia: Petteri Kari |
| Colin Cameron | Riccardo Muccioli · Andy Selva                              | (3:0) |            | Glasgow Eliminacje Mistrzostw Świata 2002 Widzów: 27313 Sędzia: Petteri Kari |

| 25 kwietnia 2001 | Łotwa                          | 1:1   | San Marino        |                                                                              |
|                  | Marians Pahars 1'              | (1:0) | 59' Nicola Albani | Ryga Eliminacje Mistrzostw Świata 2002 Widzów: 4000 Sędzia: Karen Nalbandian |
| Igors Stepanovs  | Ivan Bugli · Riccardo Muccioli | (1:0) |                   | Ryga Eliminacje Mistrzostw Świata 2002 Widzów: 4000 Sędzia: Karen Nalbandian |

| 2 czerwca 2001 | Chorwacja                                                                        | 4:0   | San Marino |                                                                                |
|                | Goran Vlaović 3' · Boško Balaban 29' · Davor Šuker 54' (k.) · Davor Vugrinec 61' | (2:0) |            | Varaždin Eliminacje Mistrzostw Świata 2002 Widzów: 7000 Sędzia: Oleg Timofejev |
| Robert Kovač   | Nicola Albani                                                                    | (2:0) |            | Varaždin Eliminacje Mistrzostw Świata 2002 Widzów: 7000 Sędzia: Oleg Timofejev |

| 6 czerwca 2001                                 | San Marino     | 1:4   | Belgia                                                              |                                                                               |
|                                                | Andy Selva 11' | (1:1) | 10', 90+1' (k.) Marc Wilmots · 61' Gert Verheyen · 69' Wesley Sonck | Serravalle Eliminacje Mistrzostw Świata 2002 Widzów: 1538 Sędzia: Haim Yaacov |
| Nicola Albani · Simone Bacciocchi · Ivan Bugli |                | (1:1) |                                                                     | Serravalle Eliminacje Mistrzostw Świata 2002 Widzów: 1538 Sędzia: Haim Yaacov |

| 5 września 2001                             | San Marino               | 0:4   | Chorwacja                                                               |                                                                                   |
|                                             |                          | (0:1) | 40' Niko Kovač · 48' (k.), 90+1' Robert Prosinečki · 77' Zvonimir Soldo | Serravalle Eliminacje Mistrzostw Świata 2002 Widzów: 1387 Sędzia: Knud Stadsgaard |
| Mauro Marani · Andy Selva · Ermanno Zonzini | Niko Kovač · Dario Šimić | (0:1) |                                                                         | Serravalle Eliminacje Mistrzostw Świata 2002 Widzów: 1387 Sędzia: Knud Stadsgaard |

2002
| 21 maja 2002    | San Marino                 | 0:1   | Estonia             |                                                                |
|                 |                            | (0:1) | 36' Indrek Zelinski | Serravalle Mecz towarzyski Widzów: 250 Sędzia: Paolo Dondarini |
| Lorenzo Moretti | Urmas Rooba · Erko Saviauk | (0:1) |                     | Serravalle Mecz towarzyski Widzów: 250 Sędzia: Paolo Dondarini |

| 7 września 2002 | San Marino         | 0:2   | Polska                                       |                                                                               |
|                 |                    | (0:0) | 75' Paweł Kaczorowski · 88' Mariusz Kukiełka | Serravalle Eliminacje Mistrzostw Europy 2004 Widzów: 2000 Sędzia: Paul McKeon |
| Michele Marani  | Arkadiusz Głowacki | (0:0) |                                              | Serravalle Eliminacje Mistrzostw Europy 2004 Widzów: 2000 Sędzia: Paul McKeon |

| 16 października 2002 | Węgry                                              | 3:0   | San Marino |                                                                                    |
|                      | Zoltán Gera 49', 60', 88'                          | (0:0) |            | Budapeszt Eliminacje Mistrzostw Europy 2004 Widzów: 6500 Sędzia: Gylfi Þór Orrason |
| Flórián Urbán        | Roberto Selva · Carlo Valentini · Damiano Vannucci | (0:0) |            | Budapeszt Eliminacje Mistrzostw Europy 2004 Widzów: 6500 Sędzia: Gylfi Þór Orrason |

| 20 listopada 2002                   | San Marino | 0:1   | Łotwa                        |                                                                               |
|                                     |            | (0:0) | 90+2' (sam.) Carlo Valentini | Serravalle Eliminacje Mistrzostw Europy 2004 Widzów: 600 Sędzia: Asim Xudiyev |
| Riccardo Muccioli · Carlo Valentini |            | (0:0) |                              | Serravalle Eliminacje Mistrzostw Europy 2004 Widzów: 600 Sędzia: Asim Xudiyev |

2003
| 2 kwietnia 2003 | Polska                                                                                     | 5:0   | San Marino |                                                                                               |
|                 | Mirosław Szymkowiak 4' · Kamil Kosowski 27' · Marcin Kuźba 55', 90+3' · Bartosz Karwan 81' | (2:0) |            | Ostrowiec Świętokrzyski Eliminacje Mistrzostw Europy 2004 Widzów: 10000 Sędzia: Loizos Loizou |

| 30 kwietnia 2003   | Łotwa                                                | 3:0   | San Marino |                                                                          |
|                    | Andrejs Prohorenkovs 10' · Imants Bleidelis 21', 75' | (2:0) |            | Ryga Eliminacje Mistrzostw Europy 2004 Widzów: 7600 Sędzia: Hubert Byrne |
| Aleksandrs Isakovs | Mauro Marani · Riccardo Muccioli                     | (2:0) |            | Ryga Eliminacje Mistrzostw Europy 2004 Widzów: 7600 Sędzia: Hubert Byrne |

| 7 czerwca 2003  | San Marino | 0:6   | Szwecja                                                                        |                                                                                 |
|                 |            | (0:1) | 16', 60', 70' Mattias Jonson · 49', 85' Marcus Allbäck · 55' Fredrik Ljungberg | Serravalle Eliminacje Mistrzostw Europy 2004 Widzów: 2184 Sędzia: Dejan Delević |
| Lorenzo Moretti |            | (0:1) |                                                                                | Serravalle Eliminacje Mistrzostw Europy 2004 Widzów: 2184 Sędzia: Dejan Delević |

| 11 czerwca 2003                | San Marino | 0:5   | Węgry                                                                                  |                                                                               |
|                                |            | (0:2) | 5' Zoltán Böőr · 21', 81' Krisztián Lisztes · 61' Krisztián Kenesei · 77' Imre Szabics | Serravalle Eliminacje Mistrzostw Europy 2004 Widzów: 1410 Sędzia: Kenny Clark |
| Nicola Albani · Paolo Montagna | Pál Dárdai | (0:2) |                                                                                        | Serravalle Eliminacje Mistrzostw Europy 2004 Widzów: 1410 Sędzia: Kenny Clark |

| 20 sierpnia 2003 | Liechtenstein                         | 2:2   | San Marino                              |                                                           |
|                  | Mario Frick 16' · Franz Burgmeier 23' | (2:2) | 39' Bryan Gasperoni · 45' Nicola Ciacci | Vaduz Mecz towarzyski Widzów: 850 Sędzia: Guido Wildhaber |
|                  | 78' Michele Marani                    | (2:2) |                                         | Vaduz Mecz towarzyski Widzów: 850 Sędzia: Guido Wildhaber |

| 6 września 2003 | Szwecja                                                                                                | 5:0   | San Marino |                                                                                |
|                 | Mattias Jonson 32' · Andreas Jakobsson 48' · Zlatan Ibrahimović 53', 81' (k.) · Kim Källström 66' (k.) | (1:0) |            | Göteborg Eliminacje Mistrzostw Europy 2004 Widzów: 30098 Sędzia: Stefan Meßner |
|                 | Ivan Matteoni                                                                                          | (1:0) |            | Göteborg Eliminacje Mistrzostw Europy 2004 Widzów: 30098 Sędzia: Stefan Meßner |

2004
| 28 kwietnia 2004 | San Marino    | 1:0   | Liechtenstein |                                                                |
|                  | Andy Selva 5' | (1:0) |               | Serravalle Mecz towarzyski Widzów: 200 Sędzia: Lawrence Sammut |

| 11 czerwca 2004 | San Marino    | 0:3   | Serbia i Czarnogóra                          |                                                                                       |
|                 |               | (0:2) | 4' Zvonimir Vukić · 15', 83' Nenad Jestrović | Serravalle Eliminacje Mistrzostw Świata 2006 Widzów: 1137 Sędzia: Akmalchan Chołmatow |
| Nicola Ciacci   | Nemanja Vidić | (0:2) |                                              | Serravalle Eliminacje Mistrzostw Świata 2006 Widzów: 1137 Sędzia: Akmalchan Chołmatow |

| 8 września 2004    | Litwa                                                                          | 4:0   | San Marino |                                                                           |
|                    | Edgaras Jankauskas 18', 50' · Tomas Danilevičius 65' · Andrius Gedgaudas 90+2' | (1:0) |            | Kowno Eliminacje Mistrzostw Świata 2006 Widzów: 4000 Sędzia: Sokol Jareci |
| Tomas Danilevičius | Simone Bacciocchi · Carlo Valentini · Damiano Vannucci                         | (1:0) |            | Kowno Eliminacje Mistrzostw Świata 2006 Widzów: 4000 Sędzia: Sokol Jareci |

| 13 października 2004           | Serbia i Czarnogóra                                                                       | 5:0   | San Marino |                                                                               |
|                                | Savo Milošević 35' · Dejan Stanković 45+1', 50' · Ognjen Koroman 52' · Zvonimir Vukić 69' | (2:0) |            | Belgrad Eliminacje Mistrzostw Świata 2006 Widzów: 4000 Sędzia: Lassin Isaksen |
| Nenad Brnović · Ognjen Koroman | Nicola Albani                                                                             | (2:0) |            | Belgrad Eliminacje Mistrzostw Świata 2006 Widzów: 4000 Sędzia: Lassin Isaksen |

| 17 listopada 2004 | San Marino                              | 0:1   | Litwa                   |                                                                                    |
|                   |                                         | (0:1) | 41' Deividas Česnauskis | Serravalle Eliminacje Mistrzostw Świata 2006 Widzów: 1457 Sędzia: Karen Nalbandian |
| Michele Marani    | Deividas Šemberas · Tomas Žvirgždauskas | (0:1) |                         | Serravalle Eliminacje Mistrzostw Świata 2006 Widzów: 1457 Sędzia: Karen Nalbandian |

2005
| 9 lutego 2005 | Hiszpania                                                                     | 5:0   | San Marino |                                                                             |
|               | Joaquín 15' · Fernando Torres 33' · Raúl 43' · Guti 65' · Asier del Horno 79' | (3:0) |            | Almería Eliminacje Mistrzostw Świata 2006 Widzów: 12580 Sędzia: Kenny Clark |

| 30 marca 2005                          | San Marino                             | 1:2   | Belgia                                        |                                                                                     |
|                                        | Andy Selva 40'                         | (1:1) | 18' (k.) Timmy Simons · 65' Daniel Van Buyten | Serravalle Eliminacje Mistrzostw Świata 2006 Widzów: 871 Sędzia: Giorgos Kasnaferis |
| Nicola Ciacci · Alessandro Della Valle | Vincent Kompany · Peter Van Der Heyden | (1:1) |                                               | Serravalle Eliminacje Mistrzostw Świata 2006 Widzów: 871 Sędzia: Giorgos Kasnaferis |

| 4 czerwca 2005                                           | San Marino                                         | 1:3   | Bośnia i Hercegowina                              |                                                                                  |
|                                                          | Andy Selva 40'                                     | (1:2) | 18', 39' Hasan Salihamidžić · 76' Sergej Barbarez | Serravalle Eliminacje Mistrzostw Świata 2006 Widzów: 747 Sędzia: Bülent Demirlek |
| Federico Crescentini · Michele Marani · Damiano Vannucci | Sergej Barbarez · Ivica Grlić · Hasan Salihamidžić | (1:2) |                                                   | Serravalle Eliminacje Mistrzostw Świata 2006 Widzów: 747 Sędzia: Bülent Demirlek |

| 7 września 2005               | Belgia | 8:0   | San Marino |                                                                             |
|                               | Timmy Simons 34' (k.) · Koen Daerden 39', 67' · Thomas Buffel 44' · Mbo Mpenza 52', 71' · Kevin Vandenbergh 53' · Daniel Van Buyten 83' | (3:0) |            | Antwerpia Eliminacje Mistrzostw Świata 2006 Widzów: 8207 Sędzia: Ian Stokes |
| Bart Goor · Yves Vanderhaeghe | 33' Carlo Valentini · Simone Bacciocchi · Andy Selva                                                                                    | (3:0) |            | Antwerpia Eliminacje Mistrzostw Świata 2006 Widzów: 8207 Sędzia: Ian Stokes |

| 8 października 2005              | Bośnia i Hercegowina                            | 3:0   | San Marino |                                                                           |
|                                  | Elvir Bolić 47', 75', 83'                       | (0:0) |            | Zenica Eliminacje Mistrzostw Świata 2006 Widzów: 8600 Sędzia: Alain Hamer |
| Ivica Grlić · Hasan Salihamidžić | Matteo Andreini · Marco Domeniconi · Andy Selva | (0:0) |            | Zenica Eliminacje Mistrzostw Świata 2006 Widzów: 8600 Sędzia: Alain Hamer |

| 12 października 2005                                    | San Marino         | 0:6   | Hiszpania                                                                     |                                                                                 |
|                                                         |                    | (0:3) | 1' Antonio López · 11', 78' (k.), 89' Fernando Torres · 31', 48' Sergio Ramos | Serravalle Eliminacje Mistrzostw Świata 2006 Widzów: 3426 Sędzia: Florian Meyer |
| Alessandro Della Valle · Alex Gasperoni · Manuel Marani | José Antonio Reyes | (0:3) |                                                                               | Serravalle Eliminacje Mistrzostw Świata 2006 Widzów: 3426 Sędzia: Florian Meyer |

2006
| 16 sierpnia 2006 | San Marino   | 0:3   | Albania                                         |                                                             |
|                  |              | (0:3) | 7' Igli Tare · 28' Ervin Skela · 32' Altin Lala | Serravalle Mecz towarzyski Widzów: 700 Sędzia: Anton Zammit |
| Nicola Albani    | Elvin Beqiri | (0:3) |                                                 | Serravalle Mecz towarzyski Widzów: 700 Sędzia: Anton Zammit |

| 6 września 2006                | San Marino    | 0:13  | Niemcy |                                                                                 |
|                                |               | (0:6) | 12', 43', 64', 71' Lukas Podolski · 29', 47' Bastian Schweinsteiger · 30', 45+1' Miroslav Klose · 35' Michael Ballack · 66', 72' Thomas Hitzlsperger · 87' Manuel Friedrich · 90' (k.) Bernd Schneider | Serravalle Eliminacje Mistrzostw Europy 2008 Widzów: 5019 Sędzia: Selçuk Dereli |
| Michele Marani · Mirko Palazzi | David Odonkor | (0:6) | | Serravalle Eliminacje Mistrzostw Europy 2008 Widzów: 5019 Sędzia: Selçuk Dereli |

| 7 października 2006 | Czechy                                                                                           | 7:0   | San Marino |                                                                             |
|                     | Marek Kulič 15' · Jan Polák 22' · Milan Baroš 28', 68' · Jan Koller 43', 52' · David Jarolím 49' | (4:0) |            | Liberec Eliminacje Mistrzostw Europy 2008 Widzów: 9514 Sędzia: Vüsal Əliyev |
|                     | Marco Domeniconi                                                                                 | (4:0) |            | Liberec Eliminacje Mistrzostw Europy 2008 Widzów: 9514 Sędzia: Vüsal Əliyev |

| 15 listopada 2006 | Irlandia                                                         | 5:0   | San Marino |                                                                               |
|                   | Andy Reid 7' · Kevin Doyle 24' · Robbie Keane 31', 57' (k.), 85' | (3:0) |            | Dublin Eliminacje Mistrzostw Europy 2008 Widzów: 34018 Sędzia: Lassin Isaksen |
| Paul McShane      | Manuel Marani                                                    | (3:0) |            | Dublin Eliminacje Mistrzostw Europy 2008 Widzów: 34018 Sędzia: Lassin Isaksen |

2007
| 7 lutego 2007                 | San Marino        | 1:2   | Irlandia                                  |                                                                                   |
|                               | Manuel Marani 86' | (0:1) | 49' Kevin Kilbane · 90+5' Stephen Ireland | Serravalle Eliminacje Mistrzostw Europy 2008 Widzów: 3294 Sędzia: Peter Rasmussen |
| Andy Selva · Davide Simoncini |                   | (0:1) |                                           | Serravalle Eliminacje Mistrzostw Europy 2008 Widzów: 3294 Sędzia: Peter Rasmussen |

| 28 marca 2007                | Walia                                                   | 3:0   | San Marino |                                                                                   |
|                              | Ryan Giggs 3' · Gareth Bale 20' · Jason Koumas 63' (k.) | (2:0) |            | Cardiff Eliminacje Mistrzostw Europy 2008 Widzów: 18752 Sędzia: Ararat Czagharian |
| Carl Fletcher · Jason Koumas | Riccardo Muccioli                                       | (2:0) |            | Cardiff Eliminacje Mistrzostw Europy 2008 Widzów: 18752 Sędzia: Ararat Czagharian |

| 2 czerwca 2007 | Niemcy | 6:0   | San Marino |                                                                                |
|                | Kevin Kurányi 45' · Marcell Jansen 52' · Torsten Frings 54' (k.) · Mario Gómez 63', 65' · Clemens Fritz 67' | (1:0) |            | Norymberga Eliminacje Mistrzostw Europy 2008 Widzów: 43967 Sędzia: Tony Asumaa |
|                | 54' Davide Simoncini                                                                                        | (1:0) |            | Norymberga Eliminacje Mistrzostw Europy 2008 Widzów: 43967 Sędzia: Tony Asumaa |

| 22 sierpnia 2007                                                                      | San Marino | 0:1   | Cypr              |                                                                               |
|                                                                                       |            | (0:0) | 54' Giannis Okkas | Serravalle Eliminacje Mistrzostw Europy 2008 Widzów: 552 Sędzia: Albano Janku |
| Nicola Albani · Fabio Bollini · Matteo Bugli · Nicola Ciacci · Alessandro Della Valle |            | (0:0) |                   | Serravalle Eliminacje Mistrzostw Europy 2008 Widzów: 552 Sędzia: Albano Janku |

| 8 września 2007                               | San Marino | 0:3   | Czechy                                                       |                                                                                   |
|                                               |            | (0:1) | 33' Tomáš Rosický · 75' Marek Jankulovski · 90+3' Jan Koller | Serravalle Eliminacje Mistrzostw Europy 2008 Widzów: 3412 Sędzia: Dejan Filipović |
| Alessandro Della Valle 64' · Davide Simoncini | Jan Koller | (0:1) |                                                              | Serravalle Eliminacje Mistrzostw Europy 2008 Widzów: 3412 Sędzia: Dejan Filipović |

| 12 września 2007                      | Cypr                                                       | 3:0   | San Marino |                                                                                   |
|                                       | Konstandinos Makridis 15' · Efstatios Aloneftis 41', 90+2' | (2:0) |            | Strowolos Eliminacje Mistrzostw Europy 2008 Widzów: 600 Sędzia: Alaksiej Kulbakou |
| Aleksandros Garpozis · Marios Nikolau | Andy Selva                                                 | (2:0) |            | Strowolos Eliminacje Mistrzostw Europy 2008 Widzów: 600 Sędzia: Alaksiej Kulbakou |

| 13 października 2007 | Słowacja | 7:0   | San Marino |                                                                                     |
|                      | Marek Hamšík 24' · Stanislav Šesták 32', 57' · Marek Sapara 37' · Martin Škrtel 51' · Filip Hološko 54' · Ján Ďurica 76' (k.) | (3:0) |            | Dubnica nad Váhom Eliminacje Mistrzostw Europy 2008 Widzów: 2576 Sędzia: Luc Wilmes |
| Marek Sapara         | Gianluca Bollini · Manuel Marani                                                                                              | (3:0) |            | Dubnica nad Váhom Eliminacje Mistrzostw Europy 2008 Widzów: 2576 Sędzia: Luc Wilmes |

| 17 października 2007                                                     | San Marino                              | 1:2   | Walia                                |                                                                                |
|                                                                          | Andy Selva 73'                          | (0:2) | 13' Robert Earnshaw · 36' Joe Ledley | Serravalle Eliminacje Mistrzostw Europy 2008 Widzów: 1182 Sędzia: Anton Zammit |
| Nicola Albani 85' · Carlo Valentini · Damiano Vannucci · Matteo Vitaioli | Gareth Bale · Joe Ledley · Sam Ricketts | (0:2) |                                      | Serravalle Eliminacje Mistrzostw Europy 2008 Widzów: 1182 Sędzia: Anton Zammit |

| 21 listopada 2007                                                                  | San Marino                                       | 0:5   | Słowacja                                                                          |                                                                                  |
|                                                                                    |                                                  | (0:1) | 42' Ľubomír Michalík · 51' Filip Hološko · 53' Marek Hamšík · 56', 83' Marek Čech | Serravalle Eliminacje Mistrzostw Europy 2008 Widzów: 538 Sędzia: Andrejs Sipailo |
| Mauro Marani · Riccardo Muccioli · Andy Selva · Carlo Valentini · Damiano Vannucci | Juraj Halenár · Tomáš Hubočan · Ľubomír Michalík | (0:1) |                                                                                   | Serravalle Eliminacje Mistrzostw Europy 2008 Widzów: 538 Sędzia: Andrejs Sipailo |

2008
| 10 września 2008                                                   | San Marino | 0:2   | Polska                                          |                                                                                        |
|                                                                    |            | (0:1) | 36' Euzebiusz Smolarek · 67' Robert Lewandowski | Serravalle Eliminacje Mistrzostw Świata 2010 Widzów: 2374 Sędzia: Hristoforos Zografos |
| Maicol Berretti · Mauro Marani · Michele Marani · Davide Simoncini |            | (0:1) |                                                 | Serravalle Eliminacje Mistrzostw Świata 2010 Widzów: 2374 Sędzia: Hristoforos Zografos |

| 11 października 2008              | San Marino                          | 1:3   | Słowacja                                                   |                                                                                |
|                                   | Andy Selva 45'                      | (1:2) | 32' Stanislav Šesták · 39' Ján Kozák · 50' Miroslav Karhan | Serravalle Eliminacje Mistrzostw Świata 2010 Widzów: 1037 Sędzia: Sascha Kever |
| Maicol Berretti · Carlo Valentini | 73' Roman Kratochvíl · Peter Petráš | (1:2) |                                                            | Serravalle Eliminacje Mistrzostw Świata 2010 Widzów: 1037 Sędzia: Sascha Kever |

| 15 października 2008           | Irlandia Północna                                                         | 4:0   | San Marino |                                                                              |
|                                | David Healy 30' · Grant McCann 43' · Kyle Lafferty 56' · Steven Davis 75' | (2:0) |            | Belfast Eliminacje Mistrzostw Świata 2010 Widzów: 12957 Sędzia: Petteri Kari |
| Gareth McAuley · Ryan McGivern | 63' Mauro Marani · Alessandro Della Valle · Carlo Valentini               | (2:0) |            | Belfast Eliminacje Mistrzostw Świata 2010 Widzów: 12957 Sędzia: Petteri Kari |

| 19 listopada 2008 | San Marino   | 0:3   | Czechy                                                    |                                                                                 |
|                   |              | (0:0) | 47' Radoslav Kováč · 53' Zdeněk Pospěch · 83' Tomáš Necid | Serravalle Eliminacje Mistrzostw Świata 2010 Widzów: 1318 Sędzia: Hannes Kaasik |
| Damiano Vannucci  | Martin Fenin | (0:0) |                                                           | Serravalle Eliminacje Mistrzostw Świata 2010 Widzów: 1318 Sędzia: Hannes Kaasik |

2009
| 11 lutego 2009                        | San Marino                                      | 0:3   | Irlandia Północna                                      |                                                                                      |
|                                       |                                                 | (0:2) | 6' Gareth McAuley · 32' Grant McCann · 63' Chris Brunt | Serravalle Eliminacje Mistrzostw Świata 2010 Widzów: 1942 Sędzia: Dragomir Stanković |
| Manuel Marani 69' · Riccardo Muccioli | Steven Davis · Kyle Lafferty · George McCartney | (0:2) |                                                        | Serravalle Eliminacje Mistrzostw Świata 2010 Widzów: 1942 Sędzia: Dragomir Stanković |

| 1 kwietnia 2009 | Polska | 10:0  | San Marino |                                                                                  |
|                 | Rafał Boguski 1', 27' · Euzebiusz Smolarek 18', 72', 81' · Robert Lewandowski 43' · Ireneusz Jeleń 51' · Michele Marani 60' (sam.) · Mariusz Lewandowski 63' · Marek Saganowski 88' | (4:0) |            | Kielce Eliminacje Mistrzostw Świata 2010 Widzów: 15200 Sędzia: Alaksiej Kulbakou |
|                 | Simone Bacciocchi · Andy Selva | (4:0) |            | Kielce Eliminacje Mistrzostw Świata 2010 Widzów: 15200 Sędzia: Alaksiej Kulbakou |

| 6 czerwca 2009                | Słowacja | 7:0   | San Marino |                                                                                |
|                               | Marek Čech 3', 32' · Peter Pekarík 12' · Miroslav Stoch 35' · Ján Kozák 42' · Martin Jakubko 63' · Ľuboš Hanzel 69' | (5:0) |            | Bratysława Eliminacje Mistrzostw Świata 2010 Widzów: 6652 Sędzia: Jérôme Nzolo |
| Ľuboš Hanzel · Miroslav Stoch | Matteo Andreini · Mauro Marani · Michele Marani                                                                     | (5:0) |            | Bratysława Eliminacje Mistrzostw Świata 2010 Widzów: 6652 Sędzia: Jérôme Nzolo |

| 12 sierpnia 2009 | Słowenia                                                                                          | 5:0   | San Marino |                                                                                    |
|                  | Robert Koren 18', 74' · Aleksandar Radosavljević 39' · Andraž Kirm 54' · Zlatan Ljubijankić 90+3' | (2:0) |            | Maribor Eliminacje Mistrzostw Świata 2010 Widzów: 6500 Sędzia: Dimitar Meckarovski |
|                  | Matteo Bugli · Aldo Simoncini · Davide Simoncini                                                  | (2:0) |            | Maribor Eliminacje Mistrzostw Świata 2010 Widzów: 6500 Sędzia: Dimitar Meckarovski |

| 9 września 2009 | Czechy | 7:0   | San Marino |                                                                                           |
|                 | Milan Baroš 28', 44', 45+3' (k.), 66' · Václav Svěrkoš 47', 90+5' · Tomáš Necid 86'                                 | (3:0) |            | Uherské Hradiště Eliminacje Mistrzostw Świata 2010 Widzów: 8121 Sędzia: Arman Amirchanian |
| Daniel Pudil    | 83' Simone Bacciocchi · Maicol Berretti · Alessandro Della Valle · Mauro Marani · Damiano Vannucci · Fabio Vitaioli | (3:0) |            | Uherské Hradiště Eliminacje Mistrzostw Świata 2010 Widzów: 8121 Sędzia: Arman Amirchanian |

| 14 października 2009                                                             | San Marino         | 0:3   | Słowenia                                                          |                                                                               |
|                                                                                  |                    | (0:1) | 24' Milivoje Novaković · 68' Dalibor Stevanović · 81' Marko Šuler | Serravalle Eliminacje Mistrzostw Świata 2010 Widzów: 1745 Sędzia: Zsolt Szabó |
| Nicola Albani · Maicol Berretti · Matteo Bugli · Manuel Marani · Matteo Vitaioli | Dalibor Stevanović | (0:1) |                                                                   | Serravalle Eliminacje Mistrzostw Świata 2010 Widzów: 1745 Sędzia: Zsolt Szabó |

2010
| 3 września 2010                                                                 | San Marino      | 0:5   | Holandia                                                                          |                                                                                   |
|                                                                                 |                 | (0:2) | 16' (k.) Dirk Kuijt · 38', 48', 66' Klaas-Jan Huntelaar · 89' Ruud van Nistelrooy | Serravalle Eliminacje Mistrzostw Europy 2012 Widzów: 4127 Sędzia: Simon Lee Evans |
| Simone Bacciocchi · Maicol Berretti · Alessandro Della Valle · Davide Simoncini | Hedwiges Maduro | (0:2) |                                                                                   | Serravalle Eliminacje Mistrzostw Europy 2012 Widzów: 4127 Sędzia: Simon Lee Evans |

| 7 września 2010   | Szwecja | 6:0   | San Marino |                                                                            |
|                   | Zlatan Ibrahimović 7', 77' · Davide Simoncini 12' (sam.) · Aldo Simoncini 26' (sam.) · Andreas Granqvist 51' · Marcus Berg 90+3' | (3:0) |            | Malmö Eliminacje Mistrzostw Europy 2012 Widzów: 21083 Sędzia: David McKeon |
| Olof Mellberg 34' | Manuel Marani · Fabio Vitaioli                                                                                                   | (3:0) |            | Malmö Eliminacje Mistrzostw Europy 2012 Widzów: 21083 Sędzia: David McKeon |

| 8 października 2010 | Węgry | 8:0   | San Marino |                                                                                 |
|                     | Gergely Rudolf 10', 25' · Ádám Szalai 18', 27', 48' · Vladimir Koman 60' · Balázs Dzsudzsák 89' · Zoltán Gera 90+4' (k.) | (4:0) |            | Budapeszt Eliminacje Mistrzostw Europy 2012 Widzów: 10596 Sędzia: Hannes Kaasik |
|                     | 90+3' Carlo Valentini · Alessandro Della Valle                                                                           | (4:0) |            | Budapeszt Eliminacje Mistrzostw Europy 2012 Widzów: 10596 Sędzia: Hannes Kaasik |

| 12 października 2010                                | San Marino      | 0:2   | Mołdawia                                    |                                                                                |
|                                                     |                 | (0:1) | 20' Nicolae Josan · 86' (k.) Anatolie Doroș | Serravalle Eliminacje Mistrzostw Europy 2012 Widzów: 714 Sędzia: Mark Courtney |
| Simone Bacciocchi · Nicola Ciacci · Matteo Vitaioli | Andrei Cojocari | (0:1) |                                             | Serravalle Eliminacje Mistrzostw Europy 2012 Widzów: 714 Sędzia: Mark Courtney |

| 17 listopada 2010 | Finlandia | 8:0   | San Marino |                                                                               |
|                   | Mika Väyrynen 39' · Kasper Hämäläinen 48', 67' · Mikael Forssell 51', 59', 78' · Jari Litmanen 71' (k.) · Roni Porokara 73' | (1:0) |            | Helsinki Eliminacje Mistrzostw Europy 2012 Widzów: 8192 Sędzia: Radek Matějek |
| Roman Eremenko    | Nicola Albani · Andy Selva                                                                                                  | (1:0) |            | Helsinki Eliminacje Mistrzostw Europy 2012 Widzów: 8192 Sędzia: Radek Matějek |

2011
| 9 lutego 2011       | San Marino    | 0:1   | Liechtenstein         |                                                           |
|                     |               | (0:0) | 57' Michele Polverino | Serravalle Mecz towarzyski Widzów: 147 Sędzia: Luca Banti |
| Damiano Vannucci 3' | Sandro Wieser | (0:0) |                       | Serravalle Mecz towarzyski Widzów: 147 Sędzia: Luca Banti |

| 3 czerwca 2011                            | San Marino | 0:1   | Finlandia           |                                                                                   |
|                                           |            | (0:1) | 41' Mikael Forssell | Serravalle Eliminacje Mistrzostw Europy 2012 Widzów: 1218 Sędzia: Andrejs Sipailo |
| Alessandro Della Valle · Davide Simoncini |            | (0:1) |                     | Serravalle Eliminacje Mistrzostw Europy 2012 Widzów: 1218 Sędzia: Andrejs Sipailo |

| 7 czerwca 2011                                                                 | San Marino                     | 0:3   | Węgry                                                     |                                                                                     |
|                                                                                |                                | (0:1) | 40' Zoltán Lipták · 49' Imre Szabics · 83' Vladimir Koman | Serravalle Eliminacje Mistrzostw Europy 2012 Widzów: 1915 Sędzia: Pavle Radovanović |
| Maicol Berretti · Michele Cervellini · Alessandro Della Valle · Aldo Simoncini | Roland Juhász · Vilmos Vanczák | (0:1) |                                                           | Serravalle Eliminacje Mistrzostw Europy 2012 Widzów: 1915 Sędzia: Pavle Radovanović |

| 10 sierpnia 2011                                                | San Marino  | 0:1   | Rumunia          |                                                                 |
|                                                                 |             | (0:0) | 72' Ovidiu Herea | Serravalle Mecz towarzyski Widzów: 1087 Sędzia: Gianluca Rocchi |
| Fabio Bollini · Matteo Bugli · Manuel Marani · Davide Simoncini | Ștefan Radu | (0:0) |                  | Serravalle Mecz towarzyski Widzów: 1087 Sędzia: Gianluca Rocchi |

| 2 września 2011 | Holandia | 11:0  | San Marino |                                                                               |
|                 | Robin van Persie 7', 65', 67', 79' · Wesley Sneijder 12', 87' · John Heitinga 17' · Dirk Kuijt 49' · Klaas-Jan Huntelaar 56', 77' · Georginio Wijnaldum 89' | (3:0) |            | Eindhoven Eliminacje Mistrzostw Europy 2012 Widzów: 35000 Sędzia: Liran Liany |
|                 | Alex Gasperoni · Davide Simoncini | (3:0) |            | Eindhoven Eliminacje Mistrzostw Europy 2012 Widzów: 35000 Sędzia: Liran Liany |

| 6 września 2011                                                                                                | San Marino | 0:5   | Szwecja                                                                                     |                                                                                 |
| |            | (0:0) | 64' Kim Källström · 70', 90+3' Christian Wilhelmsson · 81' Martin Olsson · 88' Tobias Hysén | Serravalle Eliminacje Mistrzostw Europy 2012 Widzów: 2946 Sędzia: Steven McLean |
| Davide Simoncini 53' · Simone Bacciocchi · Fabio Bollini · Manuel Marani · Federico Valentini · Fabio Vitaioli | Rasmus Elm | (0:0) |                                                                                             | Serravalle Eliminacje Mistrzostw Europy 2012 Widzów: 2946 Sędzia: Steven McLean |

| 11 października 2011 | Mołdawia                                                                                      | 4:0   | San Marino |                                                                                |
|                      | Denis Zmeu 20' · Simone Bacciocchi 62' (sam.) · Alexandru Suvorov 66' · Gheorghe Andronic 87' | (1:0) |            | Kiszyniów Eliminacje Mistrzostw Europy 2012 Widzów: 6534 Sędzia: Petur Reinert |
| Igor Țîgîrlaș 84'    | Matteo Vitaioli                                                                               | (1:0) |            | Kiszyniów Eliminacje Mistrzostw Europy 2012 Widzów: 6534 Sędzia: Petur Reinert |

2012
| 14 sierpnia 2012 | San Marino                                   | 2:3   | Malta                                      |                                                                  |
|                  | Manuel Marani 7' · Danilo Rinaldi 90+3' (k.) | (1:2) | 13', 85' Michael Mifsud · 22' Andrei Agius | Serravalle Mecz towarzyski Widzów: 362 Sędzia: Paolo Tagliavento |

| 11 września 2012                                                        | San Marino    | 0:6   | Czarnogóra                                                                                   |                                                                              |
|                                                                         |               | (0:2) | 24' Luka Đorđević · 26', 51' Fatos Beqiraj · 69' Elsad Zverotić · 78', 82' Andrija Delibašić | Serravalle Eliminacje Mistrzostw Świata 2014 Widzów: 1947 Sędzia: Neil Doyle |
| Michele Cervellini · Enrico Cibelli · Davide Simoncini · Fabio Vitaioli | Luka Đorđević | (0:2) |                                                                                              | Serravalle Eliminacje Mistrzostw Świata 2014 Widzów: 1947 Sędzia: Neil Doyle |

| 12 października 2012 | Anglia                                                                            | 5:0   | San Marino |                                                                                  |
|                      | Wayne Rooney 35' (k.), 70' · Danny Welbeck 37', 72' · Alex Oxlade-Chamberlain 77' | (2:0) |            | Londyn Eliminacje Mistrzostw Świata 2014 Widzów: 85654 Sędzia: Gediminas Mažeika |
|                      | Danilo Rinaldi · Aldo Simoncini                                                   | (2:0) |            | Londyn Eliminacje Mistrzostw Świata 2014 Widzów: 85654 Sędzia: Gediminas Mažeika |

| 16 października 2012                                                    | San Marino      | 0:2   | Mołdawia                                      |                                                                                |
|                                                                         |                 | (0:0) | 73' (k.) Sergiu Dadu · 78' Alexandru Epureanu | Serravalle Eliminacje Mistrzostw Świata 2014 Widzów: 736 Sędzia: Marios Panayi |
| Lorenzo Buscarini · Davide Simoncini · Fabio Vitaioli · Matteo Vitaioli | Vitalie Bordian | (0:0) |                                               | Serravalle Eliminacje Mistrzostw Świata 2014 Widzów: 736 Sędzia: Marios Panayi |

| 14 listopada 2012 | Czarnogóra                                                      | 3:0   | San Marino |                                                                                    |
|                   | Andrija Delibašić 14', 31' · Elsad Zverotić 68'                 | (2:0) |            | Podgorica Eliminacje Mistrzostw Świata 2014 Widzów: 7158 Sędzia: Sándor Andó-Szabó |
| Mitar Novaković   | Giacomo Benedettini · Gianluca Bollini · Alessandro Della Valle | (2:0) |            | Podgorica Eliminacje Mistrzostw Świata 2014 Widzów: 7158 Sędzia: Sándor Andó-Szabó |

2013
| 22 marca 2013                         | San Marino | 0:8   | Anglia |                                                                               |
|                                       |            | (0:5) | 12' (sam.) Alessandro Della Valle · 28' Alex Oxlade-Chamberlain · 35', 78' Jermain Defoe · 39' Ashley Young · 42' Frank Lampard · 54' Wayne Rooney · 70' Daniel Sturridge | Serravalle Eliminacje Mistrzostw Świata 2014 Widzów: 4952 Sędzia: Alain Bieri |
| Michele Cervellini · Davide Simoncini |            | (0:5) | | Serravalle Eliminacje Mistrzostw Świata 2014 Widzów: 4952 Sędzia: Alain Bieri |

| 26 marca 2013                                          | Polska | 5:0   | San Marino |                                                                                    |
|                                                        | Robert Lewandowski 21' (k.), 49' (k.) · Łukasz Piszczek 28' · Łukasz Teodorczyk 61' · Jakub Kosecki 90+2' | (2:0) |            | Warszawa Eliminacje Mistrzostw Świata 2014 Widzów: 43008 Sędzia: Ken Henry Johnsen |
| Grzegorz Krychowiak · Arkadiusz Milik · Eugen Polanski | Fabio Bollini · Alessandro Della Valle · Alex Della Valle · Alex Gasperoni                                | (2:0) |            | Warszawa Eliminacje Mistrzostw Świata 2014 Widzów: 43008 Sędzia: Ken Henry Johnsen |

| 31 maja 2013 | Włochy                                                                            | 4:0   | San Marino |                                                          |
|              | Andrea Poli 28' · Alberto Gilardino 34' · Andrea Pirlo 50' · Alberto Aquilani 79' | (2:0) |            | Bolonia Mecz towarzyski Widzów: 24804 Sędzia: Marco Borg |
|              | Alessandro Della Valle                                                            | (2:0) |            | Bolonia Mecz towarzyski Widzów: 24804 Sędzia: Marco Borg |

| 6 września 2013                 | Ukraina | 9:0   | San Marino |                                                                         |
|                                 | Marko Dević 11' · Jewhen Sełezniow 26' · Edmar 32' · Jewhen Chaczeridi 45+1', 54' · Jewhen Konoplanka 50' · Roman Bezus 63' · Artem Fedecki 74' · Jarosław Rakicki 90+4' | (4:0) |            | Lwów Eliminacje Mistrzostw Świata 2014 Widzów: 34190 Sędzia: Neil Doyle |
| Jewhen Chaczeridi · Marko Dević | Matteo Coppini · Davide Simoncini · Carlo Valentini · Fabio Vitaioli | (4:0) |            | Lwów Eliminacje Mistrzostw Świata 2014 Widzów: 34190 Sędzia: Neil Doyle |

| 10 września 2013                                                          | San Marino                   | 1:5   | Polska                                                                                              |                                                                              |
|                                                                           | Alessandro Della Valle 22'   | (1:3) | 10', 65' Piotr Zieliński · 23' Jakub Błaszczykowski · 34' Waldemar Sobota · 75' Adrian Mierzejewski | Serravalle Eliminacje Mistrzostw Świata 2014 Widzów: 1597 Sędzia: Marco Borg |
| Gianluca Bollini · Lorenzo Buscarini · Pietro Calzolari · Matteo Vitaioli | Mateusz Klich · Marcin Robak | (1:3) | | Serravalle Eliminacje Mistrzostw Świata 2014 Widzów: 1597 Sędzia: Marco Borg |

| 11 października 2013            | Mołdawia                                                             | 3:0   | San Marino |                                                                                    |
|                                 | Viorel Frunză 55' · Eugen Sidorenco 59', 89'                         | (0:0) |            | Kiszyniów Eliminacje Mistrzostw Świata 2014 Widzów: 7348 Sędzia: Ignasi Villamayor |
| Alexandru Gațcan · Artur Ioniță | Michele Cervellini · Enrico Cibelli · Alex Gasperoni · Mirko Palazzi | (0:0) |            | Kiszyniów Eliminacje Mistrzostw Świata 2014 Widzów: 7348 Sędzia: Ignasi Villamayor |

| 15 października 2013 | San Marino        | 0:8   | Ukraina |                                                                                  |
| |                   | (0:3) | 13' (k.), 19' Jewhen Sełezniow · 15', 51', 58' (k.) Marko Dević · 54' Andrij Jarmołenko · 65' Roman Bezus · 90' Witalij Mandziuk | Serravalle Eliminacje Mistrzostw Świata 2014 Widzów: 1268 Sędzia: Harald Lechner |
| Mirko Palazzi 56' · Alessandro Della Valle 90' · Michele Cervellini · Davide Simoncini · Fabio Vitaioli · Matteo Vitaioli | Jewhen Konoplanka | (0:3) | | Serravalle Eliminacje Mistrzostw Świata 2014 Widzów: 1268 Sędzia: Harald Lechner |

2014
| 8 czerwca 2014 | San Marino | 0:3   | Albania                                                     |                                                            |
|                |            | (0:2) | 27' Mërgim Mavraj · 32' Armando Vajushi · 73' Emiljano Vila | Serravalle Mecz towarzyski Widzów: 1920 Sędzia: Marco Borg |
| Luca Tosi      | Andi Lila  | (0:2) |                                                             | Serravalle Mecz towarzyski Widzów: 1920 Sędzia: Marco Borg |

| 8 września 2014                                         | San Marino       | 0:2   | Litwa                                            |                                                                                |
|                                                         |                  | (0:2) | 5' Deivydas Matulevičius · 36' Arvydas Novikovas | Serravalle Eliminacje Mistrzostw Europy 2016 Widzów: 986 Sędzia: Libor Kovařík |
| Manuel Battistini · Michele Cervellini · Alex Gasperoni | Gediminas Vičius | (0:2) |                                                  | Serravalle Eliminacje Mistrzostw Europy 2016 Widzów: 986 Sędzia: Libor Kovařík |

| 9 października 2014 | Anglia | 5:0   | San Marino |                                                                              |
|                     | Phil Jagielka 24' · Wayne Rooney 43' (k.) · Danny Welbeck 49' · Andros Townsend 72' · Alessandro Della Valle 77' (sam.) | (2:0) |            | Londyn Eliminacje Mistrzostw Europy 2016 Widzów: 55990 Sędzia: Marcin Borski |
| James Milner        | Danilo Rinaldi · Andy Selva                                                                                             | (2:0) |            | Londyn Eliminacje Mistrzostw Europy 2016 Widzów: 55990 Sędzia: Marcin Borski |

| 14 października 2014             | San Marino      | 0:4   | Szwajcaria                                                           |                                                                                |
|                                  |                 | (0:3) | 10', 23' Haris Seferović · 30' Blerim Džemaili · 79' Xherdan Shaqiri | Serravalle Eliminacje Mistrzostw Europy 2016 Widzów: 2289 Sędzia: Tony Chapron |
| Giovanni Bonini · Alex Gasperoni | Blerim Džemaili | (0:3) |                                                                      | Serravalle Eliminacje Mistrzostw Europy 2016 Widzów: 2289 Sędzia: Tony Chapron |

| 15 listopada 2014                | San Marino                                      | 0:0 | Estonia |                                                                              |
|                                  |                                                 |     |         | Serravalle Eliminacje Mistrzostw Europy 2016 Widzów: 759 Sędzia: Felix Brych |
| Mirko Palazzi · Davide Simoncini | Aleksandr Dmitrijev · Karol Mets · Igor Morozov |     |         |                                                                              |

2015
| 27 marca 2015 | Słowenia | 6:0   | San Marino |                                                                               |
|               | Josip Iličić 10' · Kevin Kampl 49' · Andraž Struna 50' · Milivoje Novaković 52' · Dejan Lazarević 73' · Branko Ilić 88' | (1:0) |            | Lublana Eliminacje Mistrzostw Europy 2016 Widzów: 8325 Sędzia: Oliver Drachta |
|               | Mirko Palazzi · Andy Selva · Davide Simoncini                                                                           | (1:0) |            | Lublana Eliminacje Mistrzostw Europy 2016 Widzów: 8325 Sędzia: Oliver Drachta |

| 31 marca 2015 | Liechtenstein                                                              | 1:0   | San Marino |                                                          |
|               | Daniel Kaufmann 29'                                                        | (1:0) |            | Eschen Mecz towarzyski Widzów: 450 Sędzia: Nikolaj Hänni |
| Yves Oehri    | Lorenzo Gasperoni · Alessandro Golinucci · Mirko Palazzi · Matteo Vitaioli | (1:0) |            | Eschen Mecz towarzyski Widzów: 450 Sędzia: Nikolaj Hänni |

| 14 czerwca 2015 | Estonia                | 2:0   | San Marino |                                                                              |
|                 | Sergei Zenjov 35', 63' | (1:0) |            | Tallinn Eliminacje Mistrzostw Europy 2016 Widzów: 6131 Sędzia: Ivan Kružliak |
|                 | Manuel Battistini      | (1:0) |            | Tallinn Eliminacje Mistrzostw Europy 2016 Widzów: 6131 Sędzia: Ivan Kružliak |

| 5 września 2015 | San Marino | 0:6   | Anglia |                                                                                    |
|                 |            | (0:2) | 13' (k.) Wayne Rooney · 30' (sam.) Cristian Brolli · 46' Ross Barkley · 68', 78' Theo Walcott · 77' Harry Kane | Serravalle Eliminacje Mistrzostw Europy 2016 Widzów: 4378 Sędzia: Leontios Trattou |
| Marco Berardi   |            | (0:2) | | Serravalle Eliminacje Mistrzostw Europy 2016 Widzów: 4378 Sędzia: Leontios Trattou |

| 8 września 2015                                            | Litwa                                                                          | 2:1   | San Marino          |                                                                             |
|                                                            | Fedor Černych 7' · Lukas Spalvis 90+2'                                         | (1:0) | 55' Matteo Vitaioli | Wilno Eliminacje Mistrzostw Europy 2016 Widzów: 2856 Sędzia: Clayton Pisani |
| Giedrius Arlauskis 50' · Arvydas Novikovas · Lukas Spalvis | 88' Nicola Chiaruzzi · Manuel Battistini · Cristian Brolli · Mattia Stefanelli | (1:0) |                     | Wilno Eliminacje Mistrzostw Europy 2016 Widzów: 2856 Sędzia: Clayton Pisani |

| 9 października 2015 | Szwajcaria | 7:0   | San Marino |                                                                                         |
|                     | Michael Lang 16' · Gökhan İnler 55' (k.) · Admir Mehmedi 65' · Johan Djourou 72' (k.) · Pajtim Kasami 75' · Breel Embolo 80' (k.) · Eren Derdiyok 89' | (1:0) |            | Sankt Gallen Eliminacje Mistrzostw Europy 2016 Widzów: 15935 Sędzia: Mattias Gestranius |
|                     | Alessandro Della Valle · Luca Tosi | (1:0) |            | Sankt Gallen Eliminacje Mistrzostw Europy 2016 Widzów: 15935 Sędzia: Mattias Gestranius |

| 12 października 2015             | San Marino                   | 0:2   | Słowenia                            |                                                                                     |
|                                  |                              | (0:0) | 54' Boštjan Cesar · 74' Nejc Pečnik | Serravalle Eliminacje Mistrzostw Europy 2016 Widzów: 781 Sędzia: Ałeksandar Stawrew |
| Cristian Brolli · Alex Gasperoni | Josip Iličić · Jasmin Kurtić | (0:0) |                                     | Serravalle Eliminacje Mistrzostw Europy 2016 Widzów: 781 Sędzia: Ałeksandar Stawrew |

2016
| 4 czerwca 2016 | Chorwacja | 10:0  | San Marino |                                                            |
|                | Marko Pjaca 20' · Mario Mandžukić 23', 36', 38' · Darijo Srna 24' · Ivan Perišić 40' · Ivan Rakitić 50' · Nikola Kalinić 59', 73', 84' | (6:0) |            | Rijeka Mecz towarzyski Widzów: 3603 Sędzia: Andraž Kovačič |
|                | Maicol Berretti · Lorenzo Gasperoni | (6:0) |            | Rijeka Mecz towarzyski Widzów: 3603 Sędzia: Andraž Kovačič |

| 4 września 2016                                         | San Marino | 0:1   | Azerbejdżan         |                                                                                       |
|                                                         |            | (0:1) | 45' Ruslan Qurbanov | Serravalle Eliminacje Mistrzostw Świata 2018 Widzów: 886 Sędzia: Sébastien Delferière |
| Cristian Brolli 52' · Davide Cesarini · Matteo Vitaioli |            | (0:1) |                     | Serravalle Eliminacje Mistrzostw Świata 2018 Widzów: 886 Sędzia: Sébastien Delferière |

| 8 października 2016 | Irlandia Północna                                                    | 4:0   | San Marino |                                                                               |
|                     | Steven Davis 26' (k.) · Kyle Lafferty 79', 90+4' · Jamie Ward 85'    | (1:0) |            | Belfast Eliminacje Mistrzostw Świata 2018 Widzów: 18234 Sędzia: István Kovács |
|                     | 49' Mirko Palazzi · Marco Berardi · Fabio Vitaioli · Matteo Vitaioli | (1:0) |            | Belfast Eliminacje Mistrzostw Świata 2018 Widzów: 18234 Sędzia: István Kovács |

| 11 października 2016              | Norwegia                                                                                  | 4:1   | San Marino            |                                                                            |
|                                   | Davide Simoncini 12' (sam.) · Adama Diomandé 77' · Martin Samuelsen 82' · Joshua King 83' | (1:0) | 54' Mattia Stefanelli | Oslo Eliminacje Mistrzostw Świata 2018 Widzów: 8214 Sędzia: Benoît Bastien |
| Adama Diomandé · Markus Henriksen | Davide Simoncini · Mattia Stefanelli · Tommaso Zafferani                                  | (1:0) |                       | Oslo Eliminacje Mistrzostw Świata 2018 Widzów: 8214 Sędzia: Benoît Bastien |

| 11 listopada 2016 | San Marino | 0:8   | Niemcy |                                                                                 |
|                   |            | (0:3) | 7' Sami Khedira · 9', 58', 76' Serge Gnabry · 32', 65' Jonas Hector · 82' (sam.) Mattia Stefanelli · 85' Kevin Volland | Serravalle Eliminacje Mistrzostw Świata 2018 Widzów: 3851 Sędzia: Artiom Kuczin |
| Matteo Vitaioli   |            | (0:3) | | Serravalle Eliminacje Mistrzostw Świata 2018 Widzów: 3851 Sędzia: Artiom Kuczin |

2017
| 22 lutego 2017 | San Marino    | 0:2   | Andora                                    |                                                                   |
|                |               | (0:1) | 28' Ildefons Lima · 67' Cristian Martínez | Serravalle Mecz towarzyski Widzów: 60 Sędzia: Massimiliano Irrati |
|                | Márcio Vieira | (0:1) |                                           | Serravalle Mecz towarzyski Widzów: 60 Sędzia: Massimiliano Irrati |

| 19 marca 2017                     | San Marino | 0:2   | Mołdawia                                    |                                                             |
|                                   |            | (0:1) | 26' Veaceslav Posmac · 72' Alexandru Gațcan | Serravalle Mecz towarzyski Widzów: 200 Sędzia: Paolo Valeri |
| Marco Bernardi · Marco Domeniconi |            | (0:1) |                                             | Serravalle Mecz towarzyski Widzów: 200 Sędzia: Paolo Valeri |

| 26 marca 2017                                                           | San Marino | 0:6   | Czechy |                                                                                 |
|                                                                         |            | (0:5) | 17', 24' Antonín Barák · 19', 77' (k.) Vladimír Darida · 26' Theodor Gebre Selassie · 43' Michael Krmenčík | Serravalle Eliminacje Mistrzostw Świata 2018 Widzów: 1023 Sędzia: Kristo Tohver |
| Pier Filippo Mazza · Mirko Palazzi · Davide Simoncini · Matteo Vitaioli |            | (0:5) | | Serravalle Eliminacje Mistrzostw Świata 2018 Widzów: 1023 Sędzia: Kristo Tohver |

| 10 czerwca 2017 | Niemcy | 7:0   | San Marino |                                                                                  |
|                 | Julian Draxler 11' · Sandro Wagner 16', 29', 85' · Amin Younes 38' · Shkodran Mustafi 47' · Julian Brandt 72' | (4:0) |            | Norymberga Eliminacje Mistrzostw Świata 2018 Widzów: 32467 Sędzia: Radu Petrescu |
|                 | Giovanni Bonini · Michele Cervellini · Pier Filippo Mazza                                                     | (4:0) |            | Norymberga Eliminacje Mistrzostw Świata 2018 Widzów: 32467 Sędzia: Radu Petrescu |

| 1 września 2017                                                   | San Marino | 0:3   | Irlandia Północna                              |                                                                               |
|                                                                   |            | (0:0) | 70', 75' Josh Magennis · 78' (k.) Steven Davis | Serravalle Eliminacje Mistrzostw Świata 2018 Widzów: 2544 Sędzia: Enea Jorgji |
| Marco Bernardi · Juri Biordi · Giovanni Bonini · Davide Simoncini |            | (0:0) |                                                | Serravalle Eliminacje Mistrzostw Świata 2018 Widzów: 2544 Sędzia: Enea Jorgji |

| 4 września 2017 | Azerbejdżan                                                                                    | 5:1   | San Marino        |                                                                              |
|                 | Əfran İsmayılov 20', 57' · Araz Abdullayev 25' · Michele Cevoli 71' (sam.) · Rəşad Sadıqov 81' | (2:0) | 73' Mirko Palazzi | Baku Eliminacje Mistrzostw Świata 2018 Widzów: 6500 Sędzia: Nikola Dabanović |

| 5 października 2017                                                     | San Marino | 0:8   | Norwegia |                                                                                 |
|                                                                         |            | (0:4) | 8' Markus Henriksen · 14' (k.), 17' Joshua King · 39', 48', 68' Mohamed Elyounoussi · 58' Ole Selnæs · 86' Martin Linnes | Serravalle Eliminacje Mistrzostw Świata 2018 Widzów: 1922 Sędzia: Andrew Dallas |
| Michele Cervellini · Michele Cevoli · Alex Gasperoni · Davide Simoncini |            | (0:4) | | Serravalle Eliminacje Mistrzostw Świata 2018 Widzów: 1922 Sędzia: Andrew Dallas |

| 8 października 2017 | Czechy                                                                         | 5:0   | San Marino |                                                                            |
|                     | Michael Krmenčík 8', 23' · Jan Kopic 27' · Filip Novák 71' · Václav Kadlec 83' | (3:0) |            | Pilzno Eliminacje Mistrzostw Świata 2018 Widzów: 5625 Sędzia: Alex Troleis |
|                     | Michael Battistini                                                             | (3:0) |            | Pilzno Eliminacje Mistrzostw Świata 2018 Widzów: 5625 Sędzia: Alex Troleis |

2018
| 8 września 2018                       | Białoruś                                                                                      | 5:0   | San Marino |                                                                        |
|                                       | Ihar Stasiewicz 4' · Stanisłau Drahun 26', 87' · Anton Saroka 67' (k.) · Juryj Kawaliou 90+1' | (2:0) |            | Mińsk Liga Narodów UEFA 2018/2019 Widzów: 13634 Sędzia: Sandro Schärer |
| Dzianis Łapceu · Siarhiej Paliciewicz | Adolfo Hirsch · Lorenzo Lunadei · Mirko Palazzi · Davide Simoncini                            | (2:0) |            | Mińsk Liga Narodów UEFA 2018/2019 Widzów: 13634 Sędzia: Sandro Schärer |

| 11 września 2018                                                       | San Marino                   | 0:3   | Luksemburg                                                 |                                                                        |
|                                                                        |                              | (0:2) | 9' Maxime Chanot · 45' Aurélien Joachim · 52' Danel Sinani | Serravalle Liga Narodów UEFA 2018/2019 Widzów: 794 Sędzia: Filip Glova |
| Manuel Battistini · Filippo Berardi · Mattia Giardi · Davide Simoncini | Mario Mutsch · Vincent Thill | (0:2) |                                                            | Serravalle Liga Narodów UEFA 2018/2019 Widzów: 794 Sędzia: Filip Glova |

| 12 października 2018 | Mołdawia                                             | 2:0   | San Marino |                                                                               |
|                      | Radu Gînsari 31', 67'                                | (1:0) |            | Kiszyniów Liga Narodów UEFA 2018/2019 Widzów: 5242 Sędzia: Bryn Markham-Jones |
|                      | Manuel Battistini · Alex Gasperoni · Fabio Tomassini | (1:0) |            | Kiszyniów Liga Narodów UEFA 2018/2019 Widzów: 5242 Sędzia: Bryn Markham-Jones |

| 15 października 2018 | Luksemburg                                             | 3:0   | San Marino |                                                                                 |
|                      | David Turpel 4' · Danel Sinani 65' · Vincent Thill 73' | (1:0) |            | Luksemburg Liga Narodów UEFA 2018/2019 Widzów: 2876 Sędzia: Aleksandrs Golubevs |
|                      | 54' Alex Gasperoni · Andrea Grandoni                   | (1:0) |            | Luksemburg Liga Narodów UEFA 2018/2019 Widzów: 2876 Sędzia: Aleksandrs Golubevs |

| 15 listopada 2018              | San Marino | 0:1   | Mołdawia             |                                                                            |
|                                |            | (0:0) | 77' Vitalie Damașcan | Serravalle Liga Narodów UEFA 2018/2019 Widzów: 747 Sędzia: Giorgos Kominis |
| Nicola Nanni · Matteo Vitaioli |            | (0:0) |                      | Serravalle Liga Narodów UEFA 2018/2019 Widzów: 747 Sędzia: Giorgos Kominis |

| 18 listopada 2018                   | San Marino | 0:2   | Białoruś                               |                                                                              |
|                                     |            | (0:1) | 8' Stanisłau Drahun · 53' Anton Saroka | Serravalle Liga Narodów UEFA 2018/2019 Widzów: 736 Sędzia: Giorgi Kruaszwili |
| Manuel Battistini · Fabio Tomassini |            | (0:1) |                                        | Serravalle Liga Narodów UEFA 2018/2019 Widzów: 736 Sędzia: Giorgi Kruaszwili |

2019
| 21 marca 2019 | Cypr                                                                                                | 5:0   | San Marino |                                                                                |
|               | Pieros Sotiriu 19' (k.), 23' (k.) · Janis Kusulos 26' · Jeorjos Efrem 31' · Konstandinos Laifis 56' | (4:0) |            | Strowolos Eliminacje Mistrzostw Europy 2020 Widzów: 3175 Sędzia: Juri Frischer |
|               | Enrico Golinucci · Mirko Palazzi · Davide Simoncini                                                 | (4:0) |            | Strowolos Eliminacje Mistrzostw Europy 2020 Widzów: 3175 Sędzia: Juri Frischer |

| 24 marca 2019   | San Marino      | 0:2   | Szkocja                              |                                                                                         |
|                 |                 | (0:1) | 4' Kenny McLean · 74' Johnny Russell | Serravalle Eliminacje Mistrzostw Europy 2020 Widzów: 4077 Sędzia: Manuel Schüttengruber |
| Filippo Berardi | Scott McTominay | (0:1) |                                      | Serravalle Eliminacje Mistrzostw Europy 2020 Widzów: 4077 Sędzia: Manuel Schüttengruber |

| 8 czerwca 2019 | Rosja | 9:0   | San Marino |                                                                                   |
|                | Michele Cevoli 25' (sam.) · Artiom Dziuba 31' (k.), 73', 76', 88' · Fiodor Kudriaszow 36' · Anton Miranczuk 41' · Fiodor Smołow 77', 83' | (4:0) |            | Sarańsk Eliminacje Mistrzostw Europy 2020 Widzów: 42241 Sędzia: Mohammed Al-Hakim |
|                | Marcello Mularoni · Fabio Tomassini | (4:0) |            | Sarańsk Eliminacje Mistrzostw Europy 2020 Widzów: 42241 Sędzia: Mohammed Al-Hakim |

| 11 czerwca 2019                    | Kazachstan                                                                                 | 4:0   | San Marino |                                                                                       |
|                                    | Isłambek Kuat 45+1' · Maksim Fiedin 62' · Gafurżan Sujumbajew 65' · Bauyrżan Isłamchan 79' | (1:0) |            | Nur-Sułtan Eliminacje Mistrzostw Europy 2020 Widzów: 18652 Sędzia: Bartosz Frankowski |
| Temyrłan Jerłanow · Dmitrij Szomko | Cristian Brolli · Luca Censoni                                                             | (1:0) |            | Nur-Sułtan Eliminacje Mistrzostw Europy 2020 Widzów: 18652 Sędzia: Bartosz Frankowski |

| 6 września 2019                      | San Marino | 0:4   | Belgia                                                                 |                                                                                  |
|                                      |            | (0:1) | 43' (k.), 90+2' Michy Batshuayi · 57' Dries Mertens · 63' Nacer Chadli | Serravalle Eliminacje Mistrzostw Europy 2020 Widzów: 2523 Sędzia: Horațiu Feșnic |
| Manuel Battistini · Davide Simoncini |            | (0:1) |                                                                        | Serravalle Eliminacje Mistrzostw Europy 2020 Widzów: 2523 Sędzia: Horațiu Feșnic |

| 9 września 2019 | San Marino | 0:4   | Cypr                                                                |                                                                                |
|                 |            | (0:2) | 2', 73' Janis Kusulos · 38' Fotios Papulis · 75' Kostakis Artimatas | Serravalle Eliminacje Mistrzostw Europy 2020 Widzów: 662 Sędzia: Iwan Griffith |
| Fabio Vitaioli  |            | (0:2) |                                                                     | Serravalle Eliminacje Mistrzostw Europy 2020 Widzów: 662 Sędzia: Iwan Griffith |

| 10 października 2019 | Belgia | 9:0   | San Marino |                                                                                       |
|                      | Romelu Lukaku 28', 41' · Nacer Chadli 31' · Cristian Brolli 35' (sam.) · Toby Alderweireld 43' · Youri Tielemans 45+1' · Christian Benteke 79' · Yari Verschaeren 84' (k.) · Timothy Castagne 90' | (6:0) |            | Bruksela Eliminacje Mistrzostw Europy 2020 Widzów: 35000 Sędzia: Anastasios Papapetru |
| Dries Mertens        | Marcello Mularoni · Davide Simoncini | (6:0) |            | Bruksela Eliminacje Mistrzostw Europy 2020 Widzów: 35000 Sędzia: Anastasios Papapetru |

| 13 października 2019 | Szkocja                                                                                          | 6:0   | San Marino |                                                                                |
|                      | John McGinn 12', 27', 45+1' · Lawrence Shankland 65' · Stuart Findlay 67' · Stuart Armstrong 86' | (3:0) |            | Glasgow Eliminacje Mistrzostw Europy 2020 Widzów: 20699 Sędzia: Jérôme Brisard |
| Scott McTominay      | Mattia Giardi · Alessandro Golinucci                                                             | (3:0) |            | Glasgow Eliminacje Mistrzostw Europy 2020 Widzów: 20699 Sędzia: Jérôme Brisard |

| 16 listopada 2019                                 | San Marino                                 | 1:3   | Kazachstan                                                                 |                                                                                |
|                                                   | Filippo Berardi 77'                        | (0:3) | 6' Baktijar Zajnutdinow · 22' Gafurżan Sujumbajew · 26' Aleksiej Szczetkin | Serravalle Eliminacje Mistrzostw Europy 2020 Widzów: 643 Sędzia: Ali Palabıyık |
| Luca Ceccaroli · Mirko Palazzi · Davide Simoncini | Dmitrij Miroszniczenko · Aschat Tagybergen | (0:3) |                                                                            | Serravalle Eliminacje Mistrzostw Europy 2020 Widzów: 643 Sędzia: Ali Palabıyık |

| 19 listopada 2019                                               | San Marino       | 0:5   | Rosja |                                                                                     |
|                                                                 |                  | (0:2) | 3' Daler Kuziajew · 19' Siergiej Pietrow · 49' Aleksiej Miranczuk · 56' Aleksiej Ionow · 78' Nikołaj Komliczenko | Serravalle Eliminacje Mistrzostw Europy 2020 Widzów: 1604 Sędzia: Þorvaldur Árnason |
| Luca Censoni · Adolfo Hirsch · Mirko Palazzi · Davide Simoncini | Magomied Ozdojew | (0:2) | | Serravalle Eliminacje Mistrzostw Europy 2020 Widzów: 1604 Sędzia: Þorvaldur Árnason |

2020
| 5 września 2020 | Gibraltar                       | 1:0   | San Marino |                                                                               |
|                 | Graeme Torrilla 42'             | (1:0) |            | Gibraltar Liga Narodów UEFA 2020/2021 Widzów: 0 Sędzia: Aleksandrs Anufrijevs |
| Liam Walker     | Nicola Nanni · Davide Simoncini | (1:0) |            | Gibraltar Liga Narodów UEFA 2020/2021 Widzów: 0 Sędzia: Aleksandrs Anufrijevs |

| 8 września 2020                                                              | San Marino                                     | 0:2   | Liechtenstein                       |                                                                           |
|                                                                              |                                                | (0:2) | 3' Nicolas Hasler · 14' Yanik Frick | Rimini (Włochy) Liga Narodów UEFA 2020/2021 Widzów: 0 Sędzia: Enea Jorgji |
| Filippo Berardi · Alessandro Golinucci · Enrico Golinucci · Davide Simoncini | Yanik Frick · Noah Frommelt · Sandro Wolfinger | (0:2) |                                     | Rimini (Włochy) Liga Narodów UEFA 2020/2021 Widzów: 0 Sędzia: Enea Jorgji |

| 13 października 2020                                                      | Liechtenstein                                                                        | 0:0 | San Marino |                                                                        |
|                                                                           |                                                                                      |     |            | Vaduz Liga Narodów UEFA 2020/2021 Widzów: 178 Sędzia: Jørgen Burchardt |
| Daniel Brändle · Nicolas Hasler · Livio Meier · Aron Sele · Seyhan Yildiz | Enrico Golinucci · Adolfo Hirsch · Lorenzo Lunadei · Marcello Mularoni · Dante Rossi |     |            |                                                                        |

| 11 listopada 2020    | San Marino                     | 0:3   | Łotwa                                                                          |                                                            |
|                      |                                | (0:1) | 32' (sam.) Cristian Brolli · 71' Kaspars Dubra · 78' (k.)Vladislavs Gutkovskis | Serravalle Mecz towarzyski Widzów: 0 Sędzia: Fabio Maresca |
| Alessandro Golinucci | Krišs Kārkliņš · Elvis Stuglis | (0:1) |                                                                                | Serravalle Mecz towarzyski Widzów: 0 Sędzia: Fabio Maresca |

| 14 listopada 2020                      | San Marino                                     | 0:0 | Gibraltar |                                                                          |
|                                        |                                                |     |           | Serravalle Liga Narodów UEFA 2020/2021 Widzów: 0 Sędzia: Kateryna Monzul |
| Davide Simoncini 49' · Cristian Brolli | Roy Chipolina · Reece Styche · Graeme Torrilla |     |           |                                                                          |

2021
| 25 marca 2021 | Anglia                                                                                           | 5:0   | San Marino |                                                                            |
|               | James Ward-Prowse 14' · Dominic Calvert-Lewin 21', 53' · Raheem Sterling 31' · Ollie Watkins 83' | (3:0) |            | Londyn Eliminacje Mistrzostw Świata 2022 Widzów: 0 Sędzia: Kiriłł Lewnikow |
| Tyrone Mings  |                                                                                                  | (3:0) |            | Londyn Eliminacje Mistrzostw Świata 2022 Widzów: 0 Sędzia: Kiriłł Lewnikow |

| 28 marca 2021                                                      | San Marino                | 0:3   | Węgry                                                          |                                                                           |
|                                                                    |                           | (0:1) | 13' Ádám Szalai · 71' Roland Sallai · 88' (k) Nemanja Nikolics | Serravalle Eliminacje Mistrzostw Świata 2022 Widzów: 0 Sędzia: Nick Walsh |
| Manuel Battistini · Filippo Fabbri · Lorenzo Lunadei · Dante Rossi | Endre Botka · Tamás Cseri | (0:1) |                                                                | Serravalle Eliminacje Mistrzostw Świata 2022 Widzów: 0 Sędzia: Nick Walsh |

| 31 marca 2021                        | San Marino | 0:2   | Albania                         |                                                                               |
|                                      |            | (0:0) | 63' Rey Manaj · 85' Myrto Uzuni | Serravalle Eliminacje Mistrzostw Świata 2022 Widzów: 0 Sędzia: Kai Erik Steen |
| Marcello Mularoni · Davide Simoncini |            | (0:0) |                                 | Serravalle Eliminacje Mistrzostw Świata 2022 Widzów: 0 Sędzia: Kai Erik Steen |

| 28 maja 2021 | Włochy | 7:0   | San Marino |                                                                  |
|              | Federico Bernardeschi 31' · Gian Marco Ferrari 34' · Matteo Politano 49', 77' · Andrea Belotti 67' · Matteo Pessina 74', 86' | (2:0) |            | Cagliari Mecz towarzyski Widzów: 0 Sędzia: Trustin Farrugia Cann |

| 1 czerwca 2021 | Kosowo                                 | 4:1   | San Marino          |                                                                |
|                | Vedat Muriqi 27', 45+1', 46', 76' (k.) | (2:0) | 85' David Tomassini | Prisztina Mecz towarzyski Widzów: 0 Sędzia: Yaşar Kemal Uğurlu |
|                | Mirko Palazzi                          | (2:0) |                     | Prisztina Mecz towarzyski Widzów: 0 Sędzia: Yaşar Kemal Uğurlu |

| 2 września 2021          | Andora                            | 2:0   | San Marino |                                                                            |
|                          | Marc Vales 18', 24'               | (2:0) |            | Andora Eliminacje Mistrzostw Świata 2022 Widzów: 1400 Sędzia: Jakob Kehlet |
| Jordi Aláez · Marc Pujol | Manuel Battistini · Adolfo Hirsch | (2:0) |            | Andora Eliminacje Mistrzostw Świata 2022 Widzów: 1400 Sędzia: Jakob Kehlet |

| 5 września 2021                                                      | San Marino       | 1:7   | Polska                                                                                              |                                                                                     |
|                                                                      | Nicola Nanni 47' | (0:4) | 4', 21' Robert Lewandowski · 16' Karol Świderski · 44' Karol Linetty · 67', 90+2', 90+4' Adam Buksa | Serravalle Eliminacje Mistrzostw Świata 2022 Widzów: 500 Sędzia: Mattias Gestranius |
| Lorenzo Lunadei · Nicola Nanni · Marcello Mularoni · Fabio Tomassini |                  | (0:4) | | Serravalle Eliminacje Mistrzostw Świata 2022 Widzów: 500 Sędzia: Mattias Gestranius |

| 8 września 2021 | Albania                                                                                 | 5:0   | San Marino |                                                                                |
|                 | Rey Manaj 32' · Qazim Laçi 58' · Armando Broja 61' · Elseid Hysaj 68' · Myrto Uzuni 80' | (1:0) |            | Elbasan Eliminacje Mistrzostw Świata 2022 Widzów: 3840 Sędzia: Lukas Fähndrich |
| Odise Roshi     | David Tomassini                                                                         | (1:0) |            | Elbasan Eliminacje Mistrzostw Świata 2022 Widzów: 3840 Sędzia: Lukas Fähndrich |

| 9 października 2021 | Polska | 5:0   | San Marino |                                                                             |
|                     | Karol Świderski 10' · Cristian Brolli 20' (sam.) · Tomasz Kędziora 50' · Adam Buksa 84' · Krzysztof Piątek 90+1' | (2:0) |            | Warszawa Eliminacje Mistrzostw Świata 2022 Widzów: 56128 Sędzia: Fran Jović |
| Karol Linetty       | Alessandro Golinucci                                                                                             | (2:0) |            | Warszawa Eliminacje Mistrzostw Świata 2022 Widzów: 56128 Sędzia: Fran Jović |

| 13 października 2021                                                 | San Marino         | 0:3   | Andora                                                   |                                                                                   |
|                                                                      |                    | (0:1) | 10' Marc Pujol · 55' Sergi Moreno · 89' Ricard Fernández | Serravalle Eliminacje Mistrzostw Świata 2022 Widzów: 243 Sędzia: Halil Umut Meler |
| Luca Censoni · Enrico Golinucci · Andrea Grandoni · Davide Simoncini | Moisés San Nicolás | (0:1) |                                                          | Serravalle Eliminacje Mistrzostw Świata 2022 Widzów: 243 Sędzia: Halil Umut Meler |

| 12 listopada 2021 | Węgry                                                              | 4:0   | San Marino |                                                                               |
|                   | Dominik Szoboszlai 6', 83' · Dániel Gazdag 22' · Bálint Vécsei 88' | (2:0) |            | Budapeszt Eliminacje Mistrzostw Świata 2022 Widzów: 12810 Sędzia: Filip Glova |
|                   | Kevin Zonzini                                                      | (2:0) |            | Budapeszt Eliminacje Mistrzostw Świata 2022 Widzów: 12810 Sędzia: Filip Glova |

| 15 listopada 2021                                                            | San Marino    | 0:10  | Anglia |                                                                                  |
|                                                                              |               | (0:6) | 6' Harry Maguire · 15' (sam.) Filippo Fabbri · 27' (k.), 31', 39' (k.), 42' Harry Kane · 58' Emile Smith Rowe · 69' Tyrone Mings · 78' Tammy Abraham · 79' Bukayo Saka | Serravalle Eliminacje Mistrzostw Świata 2022 Widzów: 2775 Sędzia: Rade Obrenović |
| Dante Rossi 68' · Manuel Battistini · Alessandro D'Addario · Fabio Tomassini | Tammy Abraham | (0:6) | | Serravalle Eliminacje Mistrzostw Świata 2022 Widzów: 2775 Sędzia: Rade Obrenović |

2022
| 25 marca 2022 | San Marino         | 1:2   | Litwa                                             |                                                              |
|               | Filippo Fabbri 62' | (0:2) | 13' Augustinas Klimavičius · 27' Linas Mėgelaitis | Serravalle Mecz towarzyski Widzów: 450 Sędzia: Deniz Aytekin |
| Mirko Palazzi | Linas Mėgelaitis   | (0:2) |                                                   | Serravalle Mecz towarzyski Widzów: 450 Sędzia: Deniz Aytekin |

| 28 marca 2022 | San Marino | 0:2   | Republika Zielonego Przylądka               |                                                                                     |
|               |            | (0:1) | 18' (sam.) Manuel Battistini · 57' Papalélé | San Pedro del Pinatar Mecz towarzyski Widzów: 35 Sędzia: Guillermo Cuadra Fernández |
| Luca Censoni  |            | (0:1) |                                             | San Pedro del Pinatar Mecz towarzyski Widzów: 35 Sędzia: Guillermo Cuadra Fernández |

| 2 czerwca 2022 | Estonia                                  | 2:0   | San Marino |                                                                               |
|                | Robert Kirss 23' · Joonas Tamm 32'       | (2:0) |            | Tallinn Liga Narodów UEFA 2022/2023 Widzów: 3533 Sędzia: Ioannis Papadopoulos |
|                | Alessandro Golinucci · Marcello Mularoni | (2:0) |            | Tallinn Liga Narodów UEFA 2022/2023 Widzów: 3533 Sędzia: Ioannis Papadopoulos |

| 5 czerwca 2022                     | San Marino                                     | 0:2   | Malta                                      |                                                                          |
|                                    |                                                | (0:0) | 59' Jan Busuttil · 75' Matthew Guillaumier | Serravalle Liga Narodów UEFA 2022/2023 Widzów: 558 Sędzia: Əliyar Ağayev |
| Alessandro Golinucci · Dante Rossi | Joseph Mbong · Brandon Paiber · Alex Satariano | (0:0) |                                            | Serravalle Liga Narodów UEFA 2022/2023 Widzów: 558 Sędzia: Əliyar Ağayev |

| 9 czerwca 2022                                           | San Marino | 0:1   | Islandia                 |                                                               |
|                                                          |            | (0:1) | 11' Aron Elís Þrándarson | Serravalle Mecz towarzyski Widzów: 293 Sędzia: Michael Fabbri |
| Alessandro D'Addario · Mirko Palazzi · Tommaso Zafferani |            | (0:1) |                          | Serravalle Mecz towarzyski Widzów: 293 Sędzia: Michael Fabbri |

| 12 czerwca 2022 | Malta                                              | 1:0   | San Marino |                                                                         |
|                 | Zach Muscat 50'                                    | (0:0) |            | Ta’ Qali Liga Narodów UEFA 2022/2023 Widzów: 2646 Sędzia: Dennis Higler |
|                 | Michael Battistini · Lorenzo Lunadei · Dante Rossi | (0:0) |            | Ta’ Qali Liga Narodów UEFA 2022/2023 Widzów: 2646 Sędzia: Dennis Higler |

| 21 września 2022   | San Marino                         | 0:0 | Seszele |                                                            |
|                    |                                    |     |         | Serravalle Mecz towarzyski Widzów: 367 Sędzia: David Šmajc |
| Michael Battistini | Brandon Labrosse · Kenner Nourrice |     |         |                                                            |

| 26 września 2022   | San Marino  | 0:4   | Estonia                                                       |                                                                            |
|                    |             | (0:1) | 38', 78' Henri Anier · 56' Taijo Teniste · 66' Rauno Sappinen | Serravalle Liga Narodów UEFA 2022/2023 Widzów: 608 Sędzia: Kateryna Monzul |
| Michael Battistini | Henrik Pürg | (0:1) |                                                               | Serravalle Liga Narodów UEFA 2022/2023 Widzów: 608 Sędzia: Kateryna Monzul |

| 17 listopada 2022 | Saint Lucia               | 1:1   | San Marino            |                                                             |
|                   | Donavan Jean Baptiste 32' | (1:0) | 90+3' Lorenzo Lazzari | Gros Islet Mecz towarzyski Widzów: 750 Sędzia: Moeth Gaymes |

| 20 listopada 2022                             | Saint Lucia | 1:0   | San Marino |                                                            |
|                                               | Kurt Frederick 68' (k.) | (0:0) |            | Gros Islet Mecz towarzyski Widzów: 3723 Sędzia: Reon Radix |
| Kurt Frederick 90'+6' · Donavan Jean Baptiste | Lorenzo Capicchioni · Mattia Ceccaroli · Simone Franciosi · Lorenzo Lazzari · Mirko Palazzi · Fabio Tomassini · Tommaso Zafferani | (0:0) |            | Gros Islet Mecz towarzyski Widzów: 3723 Sędzia: Reon Radix |

2023
| 23 marca 2023 | San Marino   | 0:2   | Irlandia Północna     |                                                                               |
|               |              | (0:1) | 24', 55' Dion Charles | Serravalle Eliminacje Mistrzostw Europy 2024 Widzów: 2099 Sędzia: Gergő Bogár |
|               | Ciaron Brown | (0:1) |                       | Serravalle Eliminacje Mistrzostw Europy 2024 Widzów: 2099 Sędzia: Gergő Bogár |

| 26 marca 2023 | Słowenia                                                 | 2:0   | San Marino |                                                                                  |
|               | Benjamin Šeško 56' · Roberto Di Maio 60' (sam.)          | (0:0) |            | Lublana Eliminacje Mistrzostw Europy 2024 Widzów: 10282 Sędzia: Nathan Verboomen |
|               | Alessandro D’Addario · Filippo Fabbri · Simone Franciosi | (0:0) |            | Lublana Eliminacje Mistrzostw Europy 2024 Widzów: 10282 Sędzia: Nathan Verboomen |

| 16 czerwca 2023                       | San Marino                                                                    | 0:3   | Kazachstan |                                                                              |
|                                       | Jan Worogowski 37' · Aschat Tagybergen 64' (k.) · Baktijar Zajnutdinow 90+5'' | (0:1) |            | Parma Eliminacje Mistrzostw Europy 2024 Widzów: 528 Sędzia: Tasos Papapetrou |
| Lorenzo Capicchioni · Lorenzo Lazzari | Isłambek Kuat · Baktijar Zajnutdinow                                          | (0:1) |            | Parma Eliminacje Mistrzostw Europy 2024 Widzów: 528 Sędzia: Tasos Papapetrou |

| 19 czerwca 2023 | Finlandia                                                                              | 6:0   | San Marino |                                                                            |
|                 | Glen Kamara 16' · Benjamin Källman 39' · Daniel Håkans 65', 72', 74' · Teemu Pukki 76' | (2:0) |            | Helsinki Eliminacje Mistrzostw Europy 2024 Widzów: 32812 Sędzia: Genc Nuza |
|                 | Alessandro Tosi                                                                        | (2:0) |            | Helsinki Eliminacje Mistrzostw Europy 2024 Widzów: 32812 Sędzia: Genc Nuza |

| 7 września 2023 | Dania                                                                                   | 4:0   | San Marino |                                                                                          |
|                 | Pierre Emile Højbjerg 26' · Joakim Mæhle 28' · Jonas Wind 40' · Christian Eriksen 90+3' | (3:0) |            | Kopenhaga Eliminacje Mistrzostw Europy 2024 Widzów: 36262 Sędzia: Vitālijs Spasjoņņikovs |

| 10 września 2023                  | San Marino       | 0:4   | Słowenia                                                                |                                                                                 |
|                                   |                  | (0:2) | 4' Žan Vipotnik · 16' Jan Mlakar · 61' Sandi Lovrić · 67' Žan Karničnik | Serravalle Eliminacje Mistrzostw Europy 2024 Widzów: 844 Sędzia: Mykoła Bałakin |
| Alessandro Tosi · Matteo Vitaioli | Petar Stojanović | (0:2) |                                                                         | Serravalle Eliminacje Mistrzostw Europy 2024 Widzów: 844 Sędzia: Mykoła Bałakin |

| 14 października 2023                          | Irlandia Północna                                       | 3:0   | San Marino |                                                                                    |
|                                               | Paul Smyth 5' · Josh Magennis 11' · Conor McMenamin 81' | (2:0) |            | Belfast Eliminacje Mistrzostw Europy 2024 Widzów: 17886 Sędzia: Bram Van Driessche |
| Jamal Lewis · Paddy McNair · Conor Washington |                                                         | (2:0) |            | Belfast Eliminacje Mistrzostw Europy 2024 Widzów: 17886 Sędzia: Bram Van Driessche |

| 17 października 2023                                                       | San Marino                        | 1:2   | Dania                                   |                                                                                      |
|                                                                            | Alessandro Golinucci 61'          | (0:1) | 42' Rasmus Højlund · 70' Yussuf Poulsen | Serravalle Eliminacje Mistrzostw Europy 2024 Widzów: 2984 Sędzia: Wiktor Kopijewskyj |
| Lorenzo Capicchioni · Roberto Di Maio · Filippo Fabbri · Marcello Mularoni | Joachim Andersen · Rasmus Højlund | (0:1) |                                         | Serravalle Eliminacje Mistrzostw Europy 2024 Widzów: 2984 Sędzia: Wiktor Kopijewskyj |

| 17 listopada 2023 | Kazachstan                                           | 3:1   | San Marino           |                                                                               |
|                   | Isłam Czesnokow 19', 51' · Abat Ajmbetow 90+2' (k.)  | (1:0) | 60' Simone Franciosi | Astana Eliminacje Mistrzostw Europy 2024 Widzów: 30100 Sędzia: Harald Lechner |
| Temyrłan Jerłanow | Filippo Fabbri · Marcello Mularoni · Samuel Pancotti | (1:0) |                      | Astana Eliminacje Mistrzostw Europy 2024 Widzów: 30100 Sędzia: Harald Lechner |

| 20 listopada 2023                                                                         | San Marino                    | 1:2   | Finlandia           |                                                                                         |
|                                                                                           | Filippo Berardi 90+7' (k.)    | (0:0) | 50', 58' Pyry Soiri | Serravalle Eliminacje Mistrzostw Europy 2024 Widzów: 1427 Sędzia: Manfredas Lukjančukas |
| Manuel Battistini · Lorenzo Capicchioni · Luca Tosi · Matteo Vitaioli · Tommaso Zafferani | Tomas Galvez · Richard Jensen | (0:0) |                     | Serravalle Eliminacje Mistrzostw Europy 2024 Widzów: 1427 Sędzia: Manfredas Lukjančukas |

2024
| 20 marca 2024        | San Marino               | 1:3   | Saint Kitts i Nevis                                          |                                                                |
|                      | Filippo Berardi 21' (k.) | (1:2) | 31' Tyquan Terrell · 45' Andre Burley · 48' Harry Panayiotou | Serravalle Mecz towarzyski Widzów: 622 Sędzia: Deborah Bianchi |
| Alessandro Golinucci | Tyquan Terrell           | (1:2) |                                                              | Serravalle Mecz towarzyski Widzów: 622 Sędzia: Deborah Bianchi |

| 24 marca 2024                                       | San Marino                                         | 0:0 | Saint Kitts i Nevis |                                                                    |
|                                                     |                                                    |     |                     | Serravalle Mecz towarzyski Widzów: 473 Sędzia: Désirée Grundbacher |
| Lorenzo Capicchioni · Michele Cevoli · Nicola Nanni | Keithroy Freeman · Mervin Lewis · Harry Panayiotou |     |                     |                                                                    |

| 6 czerwca 2024 | Słowacja                                                                  | 4:0   | San Marino |                                                                                 |
|                | Tomáš Rigo 8' · Tomáš Suslov 10' · Lukáš Haraslín 36' · David Strelec 58' | (3:0) |            | Wiener Neustadt (Austria) Mecz towarzyski Widzów: 452 Sędzia: Julian Weinberger |
|                | Andrea Contadini · Mirko Palazzi                                          | (3:0) |            | Wiener Neustadt (Austria) Mecz towarzyski Widzów: 452 Sędzia: Julian Weinberger |

| 11 czerwca 2024                  | San Marino          | 1:4   | Cypr                                                                        |                                                                |
|                                  | Simone Giocondi 81' | (0:1) | 45+2' Janis Satsias · 53', 55' Grigoris Kastanos · 83' Andronikos Kakoullis | Serravalle Mecz towarzyski Widzów: 358 Sędzia: Ishmael Barbara |
| Michele Cevoli · Simone Giocondi |                     | (0:1) |                                                                             | Serravalle Mecz towarzyski Widzów: 358 Sędzia: Ishmael Barbara |

| 5 września 2024                                   | San Marino                     | 1:0   | Liechtenstein |                                                                           |
|                                                   | Nicko Sensoli 53'              | (0:0) |               | Serravalle Liga Narodów UEFA 2024/25 Widzów: 914 Sędzia: Andris Treimanis |
| Michael Battistini · Michele Cevoli · Dante Rossi | Nicolas Hasler · Sandro Wieser | (0:0) |               | Serravalle Liga Narodów UEFA 2024/25 Widzów: 914 Sędzia: Andris Treimanis |

| 10 września 2024 | Mołdawia | 1:0   | San Marino |                                                             |
|                  |          | (1:0) |            | Kiszyniów (Mołdawia) Mecz towarzyski Sędzia: Dmytro Kubriak |

| 10 października 2024 | Gibraltar | 1:0   | San Marino |                                                              |
|                      |           | (0:0) |            | Gibraltar Liga Narodów UEFA (2024/2025) Sędzia: Felix Zwayer |

| 13 października 2024 | Andora | 2:0   | San Marino |                                              |
|                      |        | (2:0) |            | Andora Mecz towarzyski Sędzia: Juan Martínez |

| 15 listopada 2024 | San Marino | 1:1   | Gibraltar |                                                         |
|                   |            | (0:1) |           | Serravalle Liga Narodów UEFA 2024/25 Sędzia: Igor Pajač |

| 18 listopada 2024 | Liechtenstein | 1:3 | San Marino |                                 |
|                   |               |     |            | Vaduz Liga Narodów UEFA 2024/25 |

## Mecze nieoficjalne
Przed afiliacją z FIFA i UEFA reprezentacja San Marino rozegrała 4 nieoficjalne spotkania międzynarodowe. 28 marca 1986 w Serravalle uległa ona olimpijskiej reprezentacji Kanady w meczu inaugurującym zmagania San Marino na arenie międzynarodowej. W 1987 roku piłkarze San Marino wzięli udział w igrzyskach śródziemnomorskich, w których zakończyli rywalizację zdobyciem 1 punktu, co oznaczało zajęcie ostatniego miejsca w grupie B. W maju 2017 roku Sanmaryńczycy rozegrali w Empoli nieoficjalny mecz przeciwko reprezentacji Włoch (0:8), złożonej w większości z piłkarzy kadr młodzieżowych. Spotkania przeciwko Libanowi, Syrii oraz Włochom wliczane są przez FSGC do oficjalnego rejestru spotkań.
1986
| 28 marca 1986 | San Marino | 0:1   | Kanada U-23      |                                                   |
|               |            | (0:0) | 78' James Grimes | Serravalle Mecz towarzyski Sędzia: Alberto Boschi |

1987
| 16 września 1987 | San Marino | 0:0 | Liban |                                                                            |
|                  |            |     |       | Aleppo (Syria) Igrzyska Śródziemnomorskie 1987 Sędzia: Hristos Kolokyithas |

| 18 września 1987 | Syria | 3:0   | San Marino |                                                             |
|                  |       | (2:0) |            | Aleppo Igrzyska Śródziemnomorskie 1987 Sędzia: Amar Gothari |

| 20 września 1987 | Turcja U-23                        | 4:0   | San Marino |                                                                     |
|                  | Mahmut Aydın x2' · Çetin İnsel x2' | (1:0) |            | Aleppo (Syria) Igrzyska Śródziemnomorskie 1987 Sędzia: Amar Gothari |

2017
| 31 maja 2017 | Włochy | 8:0   | San Marino |                                                            |
|              | Gianluca Lapadula 10', 20', 49' · Michele Cevoli 13' (sam.) · Andrea Petagna 16' · Mattia Caldara 48' · Matteo Politano 58' · Giovanni Bonini 65' (sam.) | (4:0) |            | Empoli Mecz towarzyski Widzów: 6000 Sędzia: Sandro Schärer |

2021
| 6 czerwca 2021     | San Marino | 0:1   | Włochy U-20          |                                                                |
|                    |            | (0:0) | 75' Alessio Riccardi | Serravalle Mecz towarzyski Widzów: 0 Sędzia: Christopher Jäger |
| Michael Battistini |            | (0:0) |                      | Serravalle Mecz towarzyski Widzów: 0 Sędzia: Christopher Jäger |